# 古惑仔角色列表
古惑仔角色列表為香港漫畫《古惑仔》裡的登場人物概覽。

## 漫畫主要角色
漫畫主要描述香港黑社會幫派與幫派之間的恩恩怨怨，由於涉及人物眾多，所以並沒有特定主角連貫整個故事，每輯故事由不同人物擔當主角。古惑仔漫畫故事自1992年起連載廿八年，由第一輯故事起計至到現在，擔當主角最多而且仍然活躍的角色，依次序為﹕
陳浩南
香港黑社會社團「洪興社」龍頭，原籍澳門，唯一兩度出任香港社團「洪興社」龍頭的人，香港黑道「仁義智勇」中「智」的代表。
立花正仁
日本社團「山口組」殺手組織「暗黑之門」殺手，在香港江湖裏有「雙花紅棍」的稱號，陳浩南的摯友，黑道「仁義智勇」中「仁」的化身。
大飛
真名「徐飛鴻」，「洪興社」香港仔話事人，陳浩南的摯友，性情大情大聖，為朋友兩脇插刀，香港黑道「仁義智勇」中「義」的佼佼者。
太子
真名「甘子泰」，「洪興社」尖沙咀話事人，有「洪興戰神」的美譽，陳浩南的摯友，香港黑道「仁義智勇」中「勇」的象徵。

### 洪興社
主條目: 洪興社
客家幫派，1930年由中國寶安縣蔣氏家族後人蔣震開山立派。1950年代移民潮，蔣震帶領洪門門生南下，在香港灣仔海皮一帶當苦力，深受欺壓，為了反抗，是以「洪興社」旗幟再度飄揚。高峰時期1992年「洪興社」會員人數多達五萬人，由於組織龐大，難免意見分岐，「洪興社」曾因世襲龍頭分裂出「洪安社」、「洪義社」及「洪樂社」，之後因兄弟反目分裂出「洪興支部」。2019年「洪興社」會員統計若一萬五千人。

### 東英社
『東英社』是一個歷史悠久的幫會。第二次世界大戰，日本投降後，它是少數尚存的幫會之一。其後，黨徒日結，1985年統計，黨眾已達五萬人之數，直至2019年，因龍頭住宅東英堡被「洪興社」所毀滅，2019年(漫畫出版)略計人數降至一萬人，「洪興社」主要敵對社團，之後因龍頭小東獨自逃難消失了，加上門生被「洪興社」追擊，「東英社」被瓦解。幾年後，小東帶領「東英社」在內地發展，絕跡於香港江湖。
| 小東   | 「東英社」現任龍頭，大東獨子，原名梁小東，長相極似其父親，現任「東英社」龍頭，幼年時目睹「洪興社」韓賓殺死自己父親，之後在美國長大，長大成人後回港重整「東英社」。近身有尤敏康（殁）和林笑風（殁）。如今因东英灭团之战中惨败。从而逃到台湾，後返回香港，依靠曹斌的幫助期待江湖再起，香港因事民怨沸騰社會動盪，台灣亦臨近選舉，曹斌要求小東派員以亂打亂打擊示威者，可惜久久未見成效亦真相曝光，因恐怕得罪了曹斌，背棄了「東英五虎」獨自前往美國著草逃難消失了。幾年後，小東帶領「東英社」在內地發展，絕跡於香港江湖。 |
| 大東   | 《古惑仔》設定互通漫畫《東英仔》中的主角，後加入《古惑仔》正傳故事中。「東英社」第四任龍頭，「大東」姓梁，名字不詳。「東英社」第四任龍頭港九社團公認的雙花紅棍，於《東英仔》出場時設定為東英社任職"草鞋"，旺角砵蘭街馬伕。老家在李鄭屋邨，其父在李鄭屋邨經營二手舊書買賣，拜門大佬肥龍，其得力手下為世英及咖哩。於火石州之戰為東英出了一分力，躍升至「新東英五虎」之一（擒龍虎為首的五虎死後駱駝策劃欽點）的「無名虎」，更在「江湖巨人排名戰」位列「六大」雙花紅棍之一，前任龍頭駱駝臨終前點名為新任的「東英龍頭」，原因是認為大東為了重振東英定會不惜一切，結果正如駱駝所想，在短短數年間大東令「東英」成為香港第一社團，曾任舞廳大班的妻子潔雯為大東生下一子，乳名「小東」。因「三聯」從中作梗，「洪興」和「東英」紛爭不斷，和家人在「喜臨門海鮮酒家」晚膳時，被韓賓槍殺。因大東人緣極好，加上是由低級四九升至最高級的龍頭，亦令「東英」的江湖地位推至最高峰，所以不少社員認為大東是「東英」史上最偉大的英雄。                          |
| 駱駝   | 「東英社」第三任龍頭，真名「駱丙潤」，生於丙酉年潤月，因此取名駱丙潤，東英第二任龍頭駱正武的兒子，因天生駝背加上性駱所以得名駱駝，相當重視水靈的意見，水靈死前當東英社有大事的話都會問其意見，於二零零八年患上末期肝癌死去。 |
| 駱正武 | 「東英社」第二代龍頭。第三代龙头骆驼「駱丙潤」之父，為人極重情義 |
| 林三   | 「東英社」創辦人及第一任龍頭，綽號「大鼻林」，廣州搬運碼頭苦力。武昌起義，事局混亂動盪，大鼻林欲借機發財，糾集同袍，以臂纏白布為記，四周搶掠民間財物！其後清兵平亂，通緝大鼻林一干人等，迫得他們逃往香港紮根，於北角東英大廈設立「聯誼會」，由於在東英大廈設立故聯誼會取名東英社。 |
| 四海   | 為水靈十位徒弟中排行第四，主要替水靈打理海外業務，故經常到處奔走，遠赴外地經營生意，故四海為家，可能因此被水靈安排以「四海」為名，為人尊師重道，但是胆小怕事。大東死後任「東英社」代理龍頭一職十數年，直至大東兒子小東長大成人回港。曾是「東英五虎」之首，綽號「哮天虎」，由「長樂社」轉投東英社後駐守元朗一帶。曾在福田一战中击杀「洪兴社」九龙城话事人亦龙。在內地龍華擁有「四海貿易公司」及「四海旅行社」。儿子羅心左是四海与一位酷似水靈的俄罗斯妓女奥丽丝所生。之後東英社針對「洪興社」北角區坐館李志高，兩大社團大決戰，四海内地的产业遭受陈浩南沉重打击，最后四海在内地被判贩毒罪遭枪决而死。 |
| 水靈   | 第二任龍頭駱正武的情人，駱正武死前答應暫時接掌「東英社」五年，授職「大路元帥」，之後由駱正武兒子駱駝成為第三代龍頭時，因對駱正武的愛才繼續協助駱駝打理社團，擁有很高智慧、武力及手段。手下有「水靈十傑」，水靈曾挫「洪興社」戰神太子，亦令其吸毒，又令大飛出家，最後死在立花正仁的日本刀下。被牛佬評為「古惑仔」歷史中最強女角色。 |
| 世英   | 大東心腹，早年一起住在同一條屋邨，跟隨大東多年，因身手了得而深受器重，大東成為「東英」龍頭後，偏向著重行政工作。小東回香港重奪龍頭之位後被授職「大路元帥」，被耀揚之子雷霆聯合「和興和」單眼昌設局手殺害目，嫁禍「洪興社」引來兩幫決戰。 |
| 古惑倫 | 「東英社」管數人，為駱駝智囊，是東英的第二號人物，一頭黑色長髮及肩，相貌斯文，忠心於「東英」，智商很高，城府极深，是个出色的社团军师，安守本份，曾揚言自己不會成為「東英」的龍頭。大膽利用「火石州一戰」，趁機清除危害「東英」的社團毒瘤。在「東英社」及「毒蛇幫」舉行聯盟大典之日，以「放虎歸山，後患無窮」的理由阻止大東放過垂死的陳浩南，可惜不獲接納。談起古惑倫自然會和「洪興」的陳耀作對比，以辯才及思考來說，古惑倫較為佔優，相反在社團管理及執行力來說則陳耀稍為突出。古惑倫後來設計将于八及羅心左推向死亡後，小東重奪龍頭之位後被授職「二路元帥」，之後不太理會社團事務，後將「二路元帥」轉給雷霆。 |
| 沙曼   | 泰國泰拳界八大「金蒙空」之一。福田一戰后，地中海曾經聘請沙曼當搏擊教練，以模仿大梵打法。而地中海和黃小苦去泰國的時候，沙曼也有接待，只不過身材嚴重發福而可能已退出拳壇，之後受小東招攬，成為「小東時代新東英五虎」之一，綽號「泰北虎」，及後曹斌要求龍頭小東派員以亂打亂打擊示威者，沙曼叛變叫手下向記者透露內情後消失了。 |
| 俊丞   | 「东英」龙头小东从曹斌处请来的外援，实力深不可测。近身有一龙和二虎，後成為「東英五虎」之一，綽號「華南虎」。 |
| 雷霆   | 曾為東英五虎之一耀扬和日本女人岡田滿智所生獨子，長相極似其父親，為人陰險獸性，有當年耀揚遺風，只不過能力仍遠遠不及。幼年時耳闻自己父親在火石州之战被殺死，之後在日本長大，長大成人後回港意欲重整「東英社」曾是「東英社」現任龍頭小東的競爭對手。和甘尚武前女友山下詩織有过露水之缘。後大敗於當年對他有恩的立花正仁，被斬去一耳。更于东英滅團之戰中，被梁家仁夺去一眼。在東英堡一役後，小東敗走台灣，雷霆成為「小東時代新東英五虎」之一，綽號「狂雷虎」，之後返回日本邀約立花正仁決一死戰，戰敗下落不明。因東英龍頭消失了勢危而坐船逃走，卻被立花正仁追至，開鎗打其四肢及下體而死。 |
| 亞歷士 | 為「小東時代新東英五虎」之一，綽號「西洋虎」，身型高大健碩，黑皮膚但不知是來自非洲、美洲還是歐洲，香港因事民怨沸騰社會動盪，台灣亦臨近選舉，曹斌要求龍頭小東派員以亂打亂打擊示威者，亞歷士與戴军堡分別指揮身穿紅衣的手下，追擊示威者及其幕後支援的洪興社，之後小東因得罪幕後支持者曹斌著草消失了，亞歷士亦於酒吧門外被人鎗殺。 |
| 戴军堡 | 身型肥胖，但身手卻不凡。四海旗下四海集團内地产业的最高负责人，早期只是餐厅的服务员，被四海相中不断提携，具有不错的智慧与頭腦，为人冷静且心狠，有一胞弟戴军红。后来因陈浩南的打击导致与其弟一起入狱，通过四海的全力帮助才得以离开监狱，并潜逃到日本成為日本華僑黑幫頭領座王太手下，因經營毒品生意而結識關忠偉。在小東時代成為「東英五虎」之一，綽號「東瀛虎」。小東因得罪幕後支持者曹斌著草消失了，戴軍堡亦往台灣暫避，但卻在接應的石灘上被陳浩南截住，兩人赤手空拳對戰結果被陳浩南打死。 |
| 座王太 | 小東時代成為「東英五虎」之一，綽號「座山虎」。日本人，粗眉，格鬥能力较高，性格囂張跋扈、自命不凡、衝動好勝。原為日本小型華僑黑幇頭目，戴军堡之大佬。在日本時挫敗小東之近身保鏢林笑風，後經關忠偉遊說暫時歸順「東英社」並至香港發展，雖為「東英五虎」之首，但幾次與陳浩南對戰，包括國內吉林華門市煙化台「千人對決」，皆被後者佔上風。其父曾任職日本監獄獄長，曾協助犯案的座王太脫獄。后为了自身牌头，在东英灭团之战里面对大梵，落全面下风并被大梵的断刀所杀。 |
| 關忠偉 | 小東時代成為「東英五虎」之一，綽號「關中虎」。曾习武，但不精。祟拜太子，但丝毫没学到太子的雷气，实为“大奸狗”一名。龍頭小東身邊之紅人，為「東英五虎」招收人才。與戴軍堡為國內毒品生意夥伴。曾策劃「刺殺陳浩南」行動，但最終宣告失敗。東英社敗走台灣後反攻回港，被洪興社銅鑼灣坐館九紋龍橫刀殺死。 |
| 陳俊賢 | 小東時代成為「東英五虎」之一，綽號「鐵面虎」。身手不凡，踏足江湖前，經已有廿場不敗的泰拳擂台紀錄，後來開辦「俊賢拳館」擔任教練，卻因經營困難而被關忠偉引導入江湖。關忠偉之師兄，但以其馬首是瞻。兩度與大飛交戰也打成平手。隨後洪興社與東英社作滅團式的決戰，某夜飲醉酒的陳俊賢被洪興社伊文華用鍊刀插入心臟而死。 |
| 黃小苦 | 小東時代曾經成為「東英五虎」之一，綽號「黃小虎」，現已回歸毒蛇幫。詳細經歷請參考「毒蛇幫」「黃小苦」。 |
| 黑仔   | 大東時代開始成為「東英五虎」之一，綽號「南亞虎」，尼泊爾人。擅長西洋拳，能操流利中文，本來是油尖旺區普通會員，後東英舉行重組五虎，經過于八的考驗，代替退出的飛仔平成為五虎，因深黑色皮膚被人稱為「非洲虎」，但不滿其稱呼，勢力座大後自改綽號為「南亞虎」。擁有「黑森林卡拉OK夜總會」。小白、林仔、亞琛等為其心腹，另有收一班尼泊爾人做其兵團。现活躍於油麻地、尖沙咀及旺角一帶。在洪兴社与东英社大決戰時时為于八的死報仇，踩入洪兴地盘与李志高大战，最后两人两败俱伤，养伤时被手下林仔出卖而被陈浩南跟蹤，最后陈浩南放其一马，要其在香港消失一年。在世英死後又回到東英。隨後洪興社與東英社作滅團式的決戰，到旺角掃場時被陳浩南殺死。 |
| 狄威   | 大東時代開始成為「東英五虎」之一，綽號「過江虎」，原屬「和興和」，司職紅棍，性格囂張惹事，在澳門以拳頭起家，其事蹟早已在港澳江湖傳揚，韓賓欲以重金吸引其加盟「洪興社」，他就開出條件，在單挑中要被有名氣的「洪興仔」打敗才會轉投，韓賓於是派出「僅有」的老將韋吉祥應戰，雖然氣力不繼，但韋吉祥仍在最後與狄威打和，事後狄威沒有加盟「洪興社」反而加盟「東英社」，之後活躍於澳門事務，及後因濫毒弄得一無事處，與陳浩南及徐世飛對待節節敗退，終被羅心左取代其「東英五虎」位置。 |
|        | 四海時代開始成為「東英五虎」之一，綽號「山東虎」，山東人，亦是四海在內地的一名朋友，被四海引薦，於大東成為東英龍頭後，替代成為龍頭的大東五虎之位正式加入成為東英五虎之一，曾在洪興與毒蛇幫山河中心一戰中，力抵「山口組」強人宮本一及龍次郎，讓「洪興」眾人能夠安全逃離現場，為人重情重義，實力堅強，典型的江湖漢子。心腹有白紙扇鍾宜棟。洪兴社與东英社大決戰时，从古惑伦口中得知梁小东要清理门户，于八打算找罗心左商议，不料雙方口角，最後被罗心左與手下用刀刺死。 |
| 羅心左 | 四海兒子，清華大學高材生，文武兼備，自负自大，崇尚理论，「東英社」明日之星，取代狄威成為「四海時代東英五虎」，綽號「白老虎」，靠计谋与陈浩南在地下拳决斗中打成平手，手下有原屬洪興社十三妹的「ACG GROUP」四人，包括打令、櫻姑、亞歷士及亞酷。联合东英五虎打击洪兴李志高，挑起洪兴与东英大晒冷，曾打算从内部分化洪兴所以招降君主，不料反被伏击，为挽救颓势相约君主在西贡废弃停车场重演火石洲一役，最后大败，失去「ACG GROUP」四人，還害老江湖五魁和雑八战死，导致东英社形势恶劣。与胭脂虎有染，之後大東之子小東由美國回來，在社團大會上與小東心腹林笑風比試身手時打敗重傷倒地，最後被小東踏斷頸骨而死。 |
| 亞芝   | 「四海時代東英五虎」之一，綽號「胭脂虎」，真名「謝佩芝」。出身於夜總會公關，有出眾的美貌及出色的領導能力，在灣仔春園街經營賭檔。先後巴結「南亞虎」黑仔及「和興和四大拳王」之首爽哥而扶搖直上，不足三年便由「四九」升到「東英五虎」之一。其後更乘勢吞併黑仔，「洪興」油麻地話事人大宇及「和興和四大拳王」之一菠蘿油等人的廟街地盤，一道成為「五虎之最」。为人极重心计，野心极大。心腹有亞富、祥仔及由「南亞虎」處轉投的小白。其根據地在灣仔銅鑼灣一帶。与羅心左有染。由于美貌与床上功夫極好，令很多江湖大鱷為其撑腰，最后被陈浩南请来的日本「暗黑之门」杀手以鋼絲切断头颅而死。 |
| 飛仔平 | 「駱駝時代東英五虎」之一（擒龍虎為首的五虎死後駱駝策劃欽點），綽號「深山虎」。駐守黃大仙一帶，自小便加入東英，於洪興仔一書出場時職位為草鞋，曾因協助好友而被傳遭殺害，實則掩人耳目，過其流浪生涯，有段時間曾到內地經營酒樓。重情講義，心思細密轉數快，為人沉實觀人於微。拜門大佬為炮王，東英紅棍「垃圾」及紙扇「志偉」為其黃紙兄弟另與伊健為好友，然而炮王因志偉賄賂而想殺死平，幸好平最終逃脫，但志偉最後將其父母殺害，後平成為五虎之一，與毒蛇幫高俊單挑時採取留前鬥後穩守突擊戰術時被門生破壞以致變成群毆。後被大東認為其處事作風不是大將之材，被除五虎之名，現在世英底下主理社團財政。在洪興攻佔東英堡之戰，為保護小東逃離，與大飛纏鬥，最終中刀陣亡。 |
| 亞郎   | 「駱駝時代東英五虎」之一（擒龍虎為首的五虎死後駱駝策劃欽點），綽號「風雷虎」。感情豐富，為人靠頭腦搵食，重友情不計較不佔朋友便宜，駐守灣仔一帶，父親是堪輿學名家，澳門賭王賀新是其殺父仇人。早年亞郎經曹四介紹下成為靚坤手下，與大天二是友人，與陳浩南對敵，更與陳浩南、游采妮發生三角關係。曾離港一段時間，前往台灣，及後回港加入「東英」。在江湖巨人排名戰第二階段中，被游子健鼓舞，打敗陳浩南，獲得游子健撫養權。大天二的兒子被四海綁架求助亞郎一事中亞郎處理手腕巧妙，既幫友人，又不佔便宜，更不得罪同僚，最後也不使無辜小孩受害。後在「東英」及「毒蛇幫」舉行聯盟大典之日，與四海聯手阻截殺氣騰騰的陳浩南，被陳浩南重創，在醫院聽到陳浩南之子游子健對他說了一聲「爸爸」後，釋懷死去。 |
| 哈里   | 「駱駝時代東英五虎」之一（擒龍虎為首的五虎死後駱駝策劃欽點），綽號「追風虎」，真名「文國興」，英文名Harley。駐守銅鑼灣一帶，非法賽車高手，懂吹色士風。早年在港殺人後潛逃內地，被捕後判處死刑，因曹四特赦而受命成為靚坤手下，幫助花仔榮與陳浩南對敵，令陳浩南的得力門生大天二面上留下永不磨滅的疤痕，亦曾因濫藥強姦了陳浩南的女友細細粒，其後識破靚坤的真面目，反協助陳浩南等人殺死靚坤，靚坤死後，因為曾強姦細細粒而自覺有愧於陳浩南，最後消聲匿跡。及後加入東英，參與江湖諸多大小戰事，曾經以女友IDY為個人生存目標，IDY死後，漫無人生目標，渾噩渡日。沉迷毒海，後與大飛在酒吧單打獨鬥因墮樓而死亡。 |
| 橫眉   | 駱駝時代的「東英五虎」之「冷面虎」，替代「笑面虎」的位置，亦是台灣「四海幫」的成員，與當時貴為「毒蛇幫」幫主的山雞決戰於「圓山大飯店」，令山雞失去右目，最終被山雞打死，為水靈座下「水靈十傑」之一，排行第十。 |
| 笑面虎 | 駱駝時代的「東英五虎」之一，真名「吳志偉」，東英四一五（白紙扇）。智慧財務集團老闆（俗稱高利貸），其集團資產在一九八五年已達五千多萬，其後因「O記」全力掃盪而化為烏有。於一九九六年一戰中先在工廠被太子用升降機夾斷其左手，後被天收撕开两半而死。門生有鯊魚及花柳。 |
| 烏鴉   | 駱駝時代的「東英五虎」之「下山虎」，真名「陳天雄」。一九八二年於城寨弑其老大華D而名震江湖。其父陳輝為拳壇猛將，綽號「黑虎」，可惜年老在其創立的「黑虎拳館」當看更，其後向何勇透露「烏鴉」惡行，慘被親兒弒殺。其狠毒及不講義氣行為亦令其門生側目。是續靚坤、花仔榮後令陳浩南最頭痛的對手，以黑市拳賽發跡，於一九九六年一戰中墮海失蹤，事隔幾年後又以曹四保鑣「三毛」身份神秘回歸。經耀揚喚醒從前的記憶，恢復「烏鴉」的身份。火石洲一役，死於陳浩南的斧頭手上。 |
| 耀揚   | 駱駝時代的「東英五虎」之「奔雷虎」，真名「雷耀揚」，以販賣毒品「迷幻郵票」發跡。早年與雙親分離，原為和義堂紅棍羅漢門生，因女友被羅漢強姦，耀揚憤而過檔東英，跟隨紅棍文龍。耀揚外表斯文，愛彈鋼琴。平常總愛表現其用腦多於暴力的一面。擁有「耀揚車房」、「耀武日式指壓中心」、「揚威日式指壓中心」。於《東英耀揚》一書中為有情有義，智勇雙全的人。在《古惑仔》一書中因受東英龍頭駱駝所託：統一香港黑道，消滅洪興社，耀揚因而不惜一切與陳浩南為敵。先替生蕃奪得洪興屯門區話事人一職，再陷害前任洪興社觀塘區話事人大宇入獄，及巴結洪興社其餘區話事人，又追求陳浩南女友細細粒，後用甜言蜜語騙得欣欣離開大頭仔，以打擊陳浩南士氣，舉辦拳賽以陷害洪興眾人。後潜逃到内地并使计唤醒乌鸦，後又伙同金毛虎及烏鴉將大頭仔殺死，從而引發火石洲一役，火石洲一役最終死於灰狗之手，其後再亂刀分屍，僅剩死人頭。耀揚的兩名近身得力門生為力量型的Power及智慧型的壞腦。耀揚被公認是古惑仔故事中刻画得最成功的反派之一，是陳浩南遇到過最强的對手；有一子雷霆。 |
| 金毛虎 | 駱駝時代的「東英五虎」之一，真名「甘國亮」。印尼華僑，因額頭上的疤痕常給外人稱為「爛面佬」，初期根據地為新蒲崗，心理極不平衡，一九九九年，魂斷洛克道中將大飛的兩個女人殺掉，於桂林一戰被大飛重創後沉夕了一陣子，只專注其夜店業務。後伙拍擒龍虎對付立花正仁。又伙同耀扬与乌鸦杀死大头仔，火石洲一役，死於陳浩南的刀下。心腹為七仔，近身有五長和五短。 |
| 擒龍虎 | 駱駝時代的「東英五虎」之首及實力最強者，真名「黃振龍」。平素和善有勇有謀，卻患有突發性燥狂症的大隻佬。因嚴重傷人及強姦老闆妻子而入獄八年，在獄中招兵買馬後加入東英。擁有「擒龍貿易有限公司」及「振龍財務公司」，把部下勢力企業式管理。極度痛恨立花正仁，因其把擒龍虎深愛的水靈殺死，使他難以釋放自己強大的性慾及體能，意圖強姦前來講和的九妹，迫得九妹羞憤自盡。曾因思念水靈而常以馬洩慾，最後與立花正仁在木廠大戰，雖然撞破上鎖的鐵門衝出火場，卻被長竹阻攔，看着自己被火焰焚燒致死。 |
| 豹子健 | 警方卧底，混入「東英社」，自「洪興社」攻破東英堡後，東英餘部敗走台灣，豹子健成為核心人物之一。一头蓝发，武力不俗，样貌更酷似陈浩南，和甘尚武等古二代交过手，之後轉投「洪興社」擔當小馬手下，在「巨星之戰」輸給三聯堂北正恩，向陳浩南證實浩然是南哥的兒子，之後欲與浩然聯手對付陳浩南，可惜處處受到陳浩南監視。 |
| 亞志   | 小東當年在美國唐人街的故交。平生潦倒，但頗嗜毒物。總是因為毒品問題被人追殺，但總是命大逃過劫難。和「洪興社」楊思樂有很深的過節。當年喜歡亞真，如今依然對她念念不忘。后被杨思乐砍头而死。 |
| 林笑風 | 小東的近身保鏢兼多年好友，束白色刺蝟頭，平常愛笑，曾於「榮歸宴」撃倒「白老虎」羅心左，可見其格鬥能力高超。在與洪興火拼中被大飛用斧頭砍為兩段。 |
| 戴军红 | 四海内地产业的最高负责人戴军堡的胞弟，四海内地的保安队长，散打高手，性格冲动。在内地非法事情被陈浩南披露后与其兄一起入狱，四海全力帮助方才得以离开监狱，在与其兄临坐船潜逃前相约陈浩南生死相搏，因不服输最后被陈浩南打死。 |
| 咖哩   | 大東心腹，性格火爆，頭腦簡單。右眼因早年與「三聯」的鬥爭中被猛人弄盲，「江湖巨人排名戰」戰敗後返回內地，因傷人而入獄，在監獄中苦練技擊，後被四海用人事關係提早出獄，與「毒蛇幫」副幫主地中海聯手殺死伊健，潛逃到菲律賓時被迪文捉到，押回香港後被陳浩南用磚頭重擊頭部導致精神痴呆，大東用重金六百萬港元贖回咖哩，其後被安置到雜貨店當雜工，大東暗中派人照顧其生活。 |
| 大佬棠 | 駱駝時代的「東英」屯門區亞一（非東英的正式職銜），真名「歐錦棠」，大天二的生父，梁寛的拜門老大。曾為東英社前任龍頭駱駝建立不少汗馬功勞。擁有過千門生亦因大天二之事而向陳浩南下跪，令陳浩南另眼相看。因力撐大天二競逐洪興屯門區話事人而與耀揚結怨，後來得知自己已患心臟病，最後被耀揚設局於碼頭上，為救大天二自願死在陳浩南的拳下。 |
| 洛文   | 東英社觀塘區四二六紅棍，樣子與籃球明星洛文相似，但實質是一位百份百的足球迷。洛文行事兇殘無道，囂張自負，淫威震懾手下。洛文於單親家庭長大，生母亞敏任職指壓中心的「骨女」，父親據說為黑人，其母常常把洛文打罵虐待，因此洛文極度痛恨「骨女」。登場時於陳浩南和大飛合資的「新孔雀芬蘭浴」開張日生事，隨地小便而驚動「O記」牛雄下逐客令。伙拍耀揚陷害洪興前觀塘區話事人大宇，令其終身監禁，其實洛文才是「骨場」連環兇殺案的真兇，最後在觀塘裕民坊公廁被陳浩南斬斷右手，又被大宇旗下門生亂刀斬死。心腹為「溝女王」思明。 |
| 何勇   | 初時與大頭仔合作經營報紙檔生意，沉醉西洋拳及利益，後加入「東英社」，成為烏鴉門生，與大頭仔因爭奪欣欣的愛情而反目成仇，後得「至尊拳王」寶座，可惜卻被大頭仔打至右肩脫臼，不可再作賽，被烏鴉趕走，何勇流落街頭吸毒，其後被耀揚利用完後，被耀揚手下POWER活活將其頸骨扭斷慘死。 |
| 蟹仔   | 東英社四二六紅棍，已故大佬棠得力部下。本身頗為「好打」，於大佬棠生前頗得其器重。可惜大佬棠身故後，人生目標頓失，終日渾渾噩噩頹廢過活，沉醉於鑽研哲學，難成大氣。後來參與「江湖巨人排名戰」，但於第一輪分組賽就四戰皆敗出局。賽後古惑倫准許其退隱江湖。在世英哥死後，又重回東英幫忙。后来被傻标杀死。 |
| 梁寛   | 東英社屯門區老四九，綽號「傻仔寛」，大佬棠的門生，大天二的養父，劉玉的丈夫。 |
| 亞樂   | 烏鴉的門生，在澳門被大頭仔斬死。 |
| 打令   | 原跟隨洪興十三妺，「ACG GROUP」之首。腐女一名。因性別喜好古怪，與櫻姑、亞歷士及亞酷叛離十三妺，轉投東英羅心左，成為其手下。於西貢廢車場一役中，為了向死去的姊妺報仇而瘋狂追殺陶傑，後被陶傑割肚而死。 |

東英五虎是「東英社」用以制衡「洪興社」十二話事人（揸FIT人/坐館），提升社團凝聚力的制度，由龍頭或任其手下編定。故此作為五虎必須擁有一定實力及作為，得到社團成員的認同。由駱正武龍頭時代迄今共有六代，以下列岀了各代五虎的成員及變更:
駱正武龍頭時代：虎霸王、吊晴虎、矮腳虎、紫老虎、白額虎（王森）

水靈駱駝時代：擒龍虎（黃振龍）、金毛虎（甘國亮）、奔雷虎（雷耀揚）、笑面虎（吳志偉）、下山虎（烏鴉,陳天雄）

駱駝龍頭時代(火石州之戰前)：冷面虎（橫眉）取代死去的笑面虎

駱駝龍頭時代(火石州之戰後)：無名虎（大東）、深山虎（飛仔平）、追風虎（哈里）、哮天虎（四海）、風雷虎（亞郎）

大東初任龍頭時代：山東虎（于八）代替晉升的大東

大東龍頭時代：哮天虎（四海）、山東虎（于八）、過江虎（狄威）、非洲虎（黑仔）、（一虎職位懸空）

四海暫代龍頭時代：哮天虎（四海）、山東虎（于八）、南亞虎（黑仔）、胭脂虎（謝佩芝）、過江虎（狄威）

小東初任龍頭時代：白老虎（羅心左）取代吸毒敗逃的狄威

小東龍頭時代：座山虎（座王太）、關中虎（關忠偉）、鐵面虎（陳俊賢）、東瀛虎（戴軍堡）、王小虎（王小苦）

小東龍頭時代（世英死後）：復出的黑仔取代回歸毒蛇幫的王小苦，改稱號為南亞虎

小東龍頭時代（小東敗走台灣後）：東瀛虎（戴軍堡）、狂雷虎（雷霆）、華南虎（俊丞）、泰北虎（沙曼）、西洋虎（亞歷士)
從駱駝欽定過橫眉與大東為五虎，大東欽定于八，福田之後重金拉攏狄威加盟，以及採用比武方式決定黑仔上位，顯示東英高層特別要求五虎需有一定的武值。（僅有吳志偉、謝佩芝是少數不擅打的老虎）

### 水靈十傑
《古惑仔》漫畫史上最強女角色，「東英社」「大路元帥」水靈，麾下有十名徒弟，各懷本領，在世界各個地區的黑道皆有一席之位，在江湖上被稱為「水靈十傑」，與「東英社」的「東英五虎」齊名。水靈生前僅得排行第九的九妹亮相，水靈死後十人全體出場。
| 無上   | 排行第一，崇尚玄學，心術不正。但他并非师出水灵。他跟水灵的结缘是因为他算出水灵的命格和他匹配，两个人一起合作就能发大财，实际也确实如此。无上本人出身江相派，精通神打功夫，甚至为了加强功力不惜生吃了自己的女儿。譬如推算出大飞击败神仙可、借相齊天大聖用神打克制立花正仁等等。最后他因为贪图水灵遗产想去利用骆驼，反遭其麾下冷面、金毛、擒龙東英三虎围攻，重伤坠崖，欲以神功護體，被九妹擾亂著地而亡。 |
| 傷天   | 排行第二，紅髮紅眉，為人精於心計。心懷鬼胎十徒中最有野心，功夫普通，因面相兇狠被水靈送去印尼發展，水靈死後私自撕毀了遺囑，假傳內容要為水靈報仇，實則有意吞噬水靈遺產的念頭，之後被「東英社」龍頭駱駝識破，叛變投靠「洪興分部」蔣天養，亦企圖陷害同門師弟師妹作代罪之羊，被長三揭穿後當眾折椎格殺。 |
| 長三   | 排行第三，身材高大，常戴墨鏡，擠身國際殺手集團，性格孤僻，具備真材實料格鬥能力。曾與年輕力盛時的陳浩南打得不分上下，火石州之戰中死於正值出位階段的灰狗。 |
| 四海   | 「排行第四。其事跡請參考「東英社」。 |
| 五魁   | 排行第五。紫髮俊俏斯文，於內地發展，是內地某黑幫龍頭級人馬，其魅力迷住了自己師妹七俏俏及陳浩南的女友細細粒，博鬥時總喜歡唧著香煙，火石州之戰在石灘與「洪興社」韓賓對戰，最終平手各自撤離。之後淡出江湖。其後與師弟雜八一起被四海兒子羅心左以高價邀請出山，參與西貢廢棄停車場一役，殺害甘尚武好友老鼠後，被甘尚武擊殺。                                                                                 |
| 六兩   | 排行第六。其事跡請參考「山口組」。 |
| 七俏俏 | 排行第七。為法國紅磨坊豔舞團的媽媽生，指爪功夫不俗。火石州之戰中被十三妹毀容擊退，落荒而逃，逃離戰場後不知去向。 |
| 雜八   | 排行第八。為兩個孖生兄弟，但經常以一人現身而令人迷惑。曾同一時間分身，一邊欲放火燒死細細粒，一邊與陳浩南在大廈天台對戰。火石州一役後退隱江湖。後收受四海兒子羅心左金錢，與五魁重出江湖，參與西贡废弃停车场一役，最後被「洪興社」伊文華殺死。 |
| 九妺   | 排行第九。水靈之秘書，其功夫可以心口碎大石，性格隨和。因深愛立花正仁而前去擒龍虎處企圖讓對方罷手，結果最終死在其手中。死後更被大卸八塊，打包送還立花正仁。 |
| 橫眉   | 排行第十。其事跡請參考「東英社」，「東英五虎」之一。 |

### 毒蛇幫（台灣社團）
由台灣人丁璽所創立，自香港人山雞帶領下，由小幫會變成台灣第一大幫，亦因山雞的個人背景，與「洪興社」有千絲萬縷的瓜葛。曾經同仇敵愾，如今水火不容，組織最上層為皇太后丁瑤，幫眾以幫主金尊貴為首，「毒蛇七子/毒蛇五子」則為丁瑤的私人部下，幫主以下是「八大山堂」堂主，但其中三大山堂為丁瑤直系勢力，再下層為副幫主方盛滿，管理台灣南部，總部為台北山河中心，2019年(漫畫出版)略計幫會共有十多萬幫眾，其中八大山堂合計有六萬人。梁家仁「成為洪興社」龍頭後，由於金尊貴同時向政治兩大藍綠陣營獻媚，違反幫會一向只支持當權派，結果兩邊陣營都不討好，其他台灣較小的幫派開始挑戰，使幫會不像以前般強大。
| 丁瑤   | 台灣「毒蛇幫」幫主山雞的夫人，兄長丁璽為毒蛇幫上任幫主，慘遭靚坤刺殺（孫庸背後指使），為報仇巧遇山雞，在台湾铲除靓坤之后与山鸡相戀；之後两人留在台湾合力重组并振兴「毒蛇幫」恢复其原有之辉煌，在山鸡被大梵从天台抛下致死前负责协助山鸡掌管（分管）毒蛇幫財政及行政事務，并协助山鸡主管对外公关交际。其交際手腕非常了得，甘為其男人付出一切。在“火并毒蛇帮”一期中為帮助其丈夫兼帮主山鸡解決國民政府的「清毒專案」及毒蛇帮其当时面临空前困境，決定獻身給当时担任台湾國民黨籍的副总统兼中常会高層（副主席）萧万长之子——蕭公子，要求其下命令阻止「清毒专案」执行。令「毒蛇幫」获得足够时间进行公关游说来自救并最终摆脱洪兴社设下的政治陷阱围剿。及後因山鸡不满其在解决「清毒专案」过程中所使用的手法及妒忌其他男人玷污过其身体而与其发生冷战并出去寻花问柳流连烟花之地。及后替山雞生了一子一女（子：赵继邦，女：趙縈，後改名赵无双）。在山鸡死后一手托起毒蛇帮，及后为了令其子赵继邦能更加管理好帮内所有大小事务，选拔了七个得力的助手助其处理业务。并将这七个人合称为“毒蛇七子”。在兒子趙繼邦死後推舉情夫金尊貴為幫主，自己則為皇太后，亦是現任「八大山堂」「太華山堂」堂主，自此高高在上，戀棧權力，控制金尊貴在股掌上。 |
| 金尊貴 | 毒蛇七子中的金先生，現任幫主，丁瑤私人部隊「毒蛇七子」之首，丁瑶情夫，样貌阴柔但文武雙全。座右銘為「山窮水盡出高手，九死一生見功夫」，其父親亦是「毒蛇幫」成員，在一次械鬥中被砍去雙腿，被丁瑤厚待，父親教誨\|金尊貴必須永遠效忠毒蛇幫。重規劃，凡事也追求完美，在「千人對決」擔當軍師及統領角色。但屢屢被佐維識破計策，在對有腰傷李成克時處下風。最後在撤退時，奮力擊退多名高手攻擊，死裡逃生。如今再次介入港九風雲，助拳小東，為江湖決戰做準備并且发挥活跃。 后更因为赵继邦的懦弱，被丁瑶推举为毒蛇帮新一任帮主。金尊貴成為帮主後欲討好台灣政治兩大藍綠陣營，可惜適得其反兩邊都不討好，「毒蛇幫」遭被打壓，台灣幾個較小的幫派開始挑戰「毒蛇幫」的權威，迫得金尊貴要向香港的方盛滿借將，這令丁瑤不高興，在一次丁瑤的生日會被掌摑，此後甘心聽命於丁瑤，絕無叛變之心。 |
| 山雞   | 真名「趙山河」，前台灣第一大幫「毒蛇幫」幫主，兼任「八大山堂」之一「太華山堂」堂主。早期出場時為「洪兴社」陳浩南門生，因决意单人匹马前往台灣狙殺靚坤。在当地酒吧結識當地黑帮「毒蛇帮」帮主之妹丁瑤，之後兩人相戀，山雞留在台灣發展，两人成功合力重振复兴「毒蛇幫」并正式成為「毒蛇幫」幫主，吸納義父「竹聯幫」忠堂堂主孫庸的地盤成為台灣第一大幫。與「東英社」「冷臉虎」橫眉於「圓山大飯店」決戰時失去右目而變得狂妄自大；再因被「洪兴社」陳耀巴結并重金礼聘成為当时「洪興」柴灣区話事人。在「江湖巨人排名戰」時打入「六大」位置，與大東及藍鯨並列「雙花紅棍」。2008年陳浩南到台灣聯合其他幫會火併「毒蛇幫」，導致「毒蛇帮」和「國民黨」政府關係急轉直下，幸好因丁瑶的關係才回復。其後丁瑤誕下龍鳳胎，兒子趙繼邦，女兒趙縈。在陳浩南龍頭之位被廢而吸毒時期，山雞與「東英社」大东結盟合力打擊日落江河的「洪興社」。韓賓上任「洪興」龍頭時，大梵到台北刺殺山雞，山雞雖重創大梵腰部，可惜卻被大梵由舊樓天台拋下而死亡。近身有保安長虎霸、智囊逸龍、保鑣積臣、毒蛇三煞等。 |
| 趙繼邦 | 山雞和丁瑤生下的龍鳳胎，趙縈的兄長。孩童時代時，因父親山雞被大梵所殺，被推舉為「毒蛇幫」新一任的幫主，在母親及副幫主地中海的扶持下成長，天性聰穎，承繼父親山雞自認高人一等的個性，因长期生活在被保护的情况下能力并不足以撑起龙头然而又毫不自知。對趙縈有特殊感情。因为暗杀事件给帮众丢脸，重伤后被母親拔走氧气瓶，不治身亡。 |
| 方盛滿 | 地中海死後擔任「毒蛇幫」副幫主，主管台灣南部，後到香港推行「一帶一路計畫」發展自己勢力，愛整潔，心思細密，談吐爾雅，文武兼備、善於隱藏。其女人為依依，手下有大石、小葉、閃電、雷神及如風，其師父為地中海。由於以往「毒蛇幫」雖幾次在香港擴展勢力，但難以穩守，加上自己有雄霸一方的野心，於是走到香港推行「一帶一路」計劃，在香港各地建立工商業據點(一帶)，經營食店商店健身室吸收資金人才，然後在大埔工業邨建立訓練及生產基地，培養及訓練門生保護工商業據點及搶奪其他社團地盤(一路)。之後惹得陳浩南率眾反撲，及後幸得幫主金尊貴帶領援軍到來未致於全敗，可惜金尊貴知悉其野心，於是自行離開「毒蛇幫」轉投「老利」，之後事蹟請參閱「老利」「方盛滿」。 |
| 地中海 | 「毒蛇幫」首個副幫主，真名叫「何光」。「毒蛇幫」攻擊部隊「長牙組」的教頭，武學造詣極高，與任何人對戰都立於不敗之地，年青時曾獲獎無數。為人不愛出風頭但好色，一身女兒債。原配劉若宣，育有一子一女均正在大學修讀，女兒叫亞雅，情婦亦有四個，包括亞薇、亞蘭、亞梅及日本人櫻子，亞薇亦為他生下一兒，近身為小蔡。地中海曾有一雙生弟弟何榮。曾因其好色性格特点而被山鸡威胁，去香港西贡对付洪兴社前九龙城区话事人伊健。因此而正式引发毒蛇帮与洪兴社关于争夺香港地盘的大战。他亦同时擁有殺死四個「洪興社」十二話事人的輝煌戰績，被其击杀的洪兴社领导层成员包括洪兴社前尖沙咀区话事人太子、前九龙城区话事人伊健、前北角区话事人灰狗、前屯门区话事人生蕃，足以證明格鬥武力之高非比常人。目前為止只輸過一場與大梵對戰的拳賽，原因只是地中海怕死厭戰而棄權。十五年之後因趙繼邦成年及已举行登基大典接任帮主一职，地中海被赵继邦命令到香港教訓洪兴社前香港仔区话事人大飞之子徐世飛，因自己行踪风声被人泄露出去导致被洪兴社全体成员集体圍剿，在逃忙後期因給洪兴社前尖沙咀区话事人太子之子甘尚武拯救而得以用偷渡方式离开香港，之後返回台灣，后因洪兴社举行观塘区坐馆选举時陳浩南到台湾寻仇而被逼出面应战。戰鬥力不減當年，近年比以前更加低调隐身，除了与其四个情妇不时保持来往外，大多数时间都留在台南亲自负责训练毒蛇帮的精锐——长牙组。其地盘的多数事务均交由其近身亞力及小兵负责。到後期，丁瑤雖然壓下繼邦造反，地中海雖然表現中立，但是丁瑤懼怕武力高強、在幫中影響力大，而又總是投聞置散的地中海，於是決定除去地中海，威迫地中海的專屬醫生造假，告訴地中海患上腦癌，並用藥物配合使地中海出現不穩定的頭痛，迫得地中海以為將會死亡，於是找尋高手如大梵及李成克較量，之後與最後的徙弟黃小苦到達香港，相約陳浩南及洪興二代報仇，結果與陳浩南雙雙滾落山崖而死，而陳浩南則重傷昏迷。 |
| 游清智 | 毒蛇七子中的銀先生，十分聰明，丁瑤愛與其琢磨大事。登場時以巧妙手法將「金蒙空 」之一察拉收歸毒蛇幫旗下。在參與「千人對決」一役帶領「長牙組」偷襲韓賓時被佐維打出的冷刀碎片插中左眼而失去一目。 |
| 藍江   | 毒蛇七子中的藍先生，擅長搜尋、追蹤、收集情報。曾替丁瑤在「鏟除地中海」行動中監視地中海，確保其必死無疑。在「千人對決」中擔當金先生耳目。 |
| 洪心   | 毒蛇七子中的紅先生，全身是紅，性格火爆、衝動，力大無窮。曾被丁瑤派往到吉林省華門市協助黃先生對付三聯堂，撃敗盲松。江湖决战时发挥不俗，粗中有细的他和亚克单挑，居然不分胜负。 |
| 卓不凡 | 金尊貴成為幫主後，改組毒蛇七子為毒蛇五子，李成克走了之後，成為五子中的黑先生。洪興社進攻副幫主方盛滿在全港各區「一帶一路」地盤時，與小馬決戰時被殺。 |
| 白揚   | 金尊貴成為幫主後，改組毒蛇七子為毒蛇五子，宫本一死後，成為五子中的白先生。洪興社進攻副幫主方盛滿在全港各區「一帶一路」地盤時，與伊文華決戰時被殺。 |
| 李成克 | 原毒蛇七子中的黑先生，北韓人，曾隱藏在廣東居住，與大飛為鄰居，後加入毒蛇幫，之後脫離走到馬來西亞自立幫派「大龍鳳」，再回香港加入三聯幫，事跡可參考「三聯社」「李成克」。 |
| 宫本一 | 为日本“山口组”麾下“暗黑之门”一度排名第一的杀手，佐维因断手脱离“暗黑之门”，正值其所属组长黑泽村的影响力日益助大，在黑泽村的帮助下，宫本一成为首席杀手。龙次郎的义兄，为人嚣张，原以为自己打遍天下无敌手，但在台湾“杏花楼一役”，遇到地中海、大梵、佐维及太子后，才发现天外有天。其后成为毒蛇七子中的白先生，奉丁瑶之命除掉李成克。在參與「千人對決」一役時，雖重創李成克腰部，但最後被「三聯堂」龍頭佐敦砍下頭顱而死。 |
| 黎九   | 毒蛇七子中的黃先生，性格冷靜、思慮周全、各項能力平均，擅長交際、談判。曾被丁瑤遣派到吉林省華門市開拓毒品市場。在「千人對決」中擔任毒蛇幫一方領隊，被牛姑重創後死於眾人圍斬。 |
| 黃小苦 | 台灣「毒蛇幫」副幫主地中海死前最後一名徒弟，香港人但一直在台湾打拼。將師父的遺體帶回台灣後被丁瑤提拔為「毒蛇幫」精鋭部隊「長牙組」組長。華門市「千人大戰」被斬了左手，返回台灣休養。后来和金尊贵一齐重回香港江湖，黃小苦借調給東英社，成為「東英五虎」之一，連場大戰後返回台灣，成為毒蛇幫「長牙組」主管兼總教練。 |
| 小兵   | 地中海門生，「長牙組」主管。在「千人對決」中被甘尚武將其身體一分為二而死。 |
| 亞歷   | 地中海門生，「長牙組」總教練。在「千人對決」中被太子的得意弟子火柴斬死。 |
| 張世良 | 被地中海委任為偽副幫主，代理其職務，實則被視為地中海的替死鬼，地中海因「洪興社」來犯導致收入大跌，張世良欲想替地中海出頭，而擅自與太子單挑，結果慘被太子打敗，後來地中海以違反兩人當初講好的約定，將其活活燒死，地中海另選陳國雄代替其傀儡職位。 |
| 陳國雄 | 張世良後的偽副幫主，開車技術一流，後在杏花樓之役遭太子擊殺。 |
| 馬文雄 | 現任「八大山堂」「錦寶山堂」堂主。 |
| 金剛   | 現任「八大山堂」「洪發山堂」堂主，丁瑤直接控制山堂。 |
| 炎烈火 | 現任「八大山堂」「大同山堂」堂主。 |
| 高俊   | 「八大山堂」「楚荊山堂」堂主，根據地為台灣基隆，性格高傲自大，曾習武，但不守禮節。在台灣負責中台兩邊走私活動，反對中台「三通」政策。「毒蛇幫」為陳浩南脫罪後得到「洪興社」四個地盤，其負責暫管暫管尖沙咀，與太子單挑戰敗被旁人用手機拍攝全個過程，影片被上載到互聯網成為江湖間的笑柄，其後更被太子趕出尖沙咀。 |
| 劉煥興 | 「八大山堂」「五聖山堂」堂主，根據地為台灣台南。笑面迎人，生性樂觀。與「國民黨」交情緊密，傳聞乃連戰背後「行動組」策劃人之一。劉煥興曾為亞夜斷腳一事奉命領軍來港向「洪興分部」高層包皮算帳，最後雙方不分勝負。 |
| 雷震子 | 現任「八大山堂」「天目山堂」堂主。 |
| 花姐   | 現任「八大山堂」「春寶山堂」堂主，丁瑤直接控制山堂。 |
| 洪聖   | 「八大山堂」「洪發山堂」堂主，根據地為台灣彰化，與「民進黨」關係密切，前台灣總統陳水扁每次公開露面時，洪聖必在附近。「毒蛇幫」為陳浩南脫罪後得到「洪興社」四個地盤，其負責暫管銅鑼灣，奉山雞之命令才撤出該區。洪聖擁有一把濃密鬍子，紳士氣派，心思細密，談吐爾雅，後將堂主之位交給金剛。 |
| 胡圖   | 「八大山堂」「大同山堂」堂主，根據地為台灣花蓮，在當地擁有兩間地下錢莊。早前轟動台灣的綁票案，肉參正是其幼子，幸最終胡圖派出槍手救回幼子，後將堂主之位交給炎烈火。 |
| 亞仔   | 「八大山堂」「錦寶山堂」堂主，根據地為台灣北投。出身於娛樂圈，有大將之風，處理事情當機立斷，旗下藝人公司擁有不少台灣當紅藝人。 「毒蛇幫」為陳浩南脫罪後得到「洪興社」四個地盤，其負責暫管葵涌，後被「洪興社」及「三聯」聯手攻擊才撤出該區，之後傳堂主之位給馬文雄。 |
| 映姐   | 「八大山堂」「春寶山堂」堂主，根據地為台灣嘉義，其外交手段了得，聞說在董建華在任香港特區首長時，與其幕僚交情濃厚。'正是映姐引荐地中海給山雞認識。后来因背叛社团，被清理门户，近身為崔捷。 |
| 廖双   | 「八大山堂」「天目山堂」堂主，根據地為台灣高雄，絕少露面，神秘莫測。傳聞與中華人民共和國國務院現任總理溫家寶為同鄉，更經常與中共高層秘密會面。陳浩南與大飛到達台灣火併「毒蛇幫」時，廖雙曾收山雞命令，拒絕為地中海與「洪興社」談判，要地中海與張世良自行解決問題。其後叛變自立黨派收取私利，被丁瑤處死。 |
| 趙安寧 | 山河中心行政總管。 |
| 李朝陽 | 山河中心保安總管。 |
| 藍眼   | 因擁有一雙藍眼睛而得此綽號，真名不明。亞夜心腹，暗戀亞夜，處事博命認真，亞夜死後，掌管柴灣，性格亦變得狂妄偏激。「毒蛇幫」中以其最熟香港社團情況，「毒蛇幫」因幫助陳浩南脫罪，入主「洪興社」四個地盤時，以藍眼為三位「八大山堂」堂主引路。後被大飛用刀撕破咀角破相。最後因「清毒專案」一事，台灣警方要求「毒蛇幫」找出代表頂罪，被地中海出賣而入獄。 |
| 阿夜   | 真名「簡美華」，毒蛇幫幫主山雞心腹，曾代山雞出任洪興社柴灣區話事人一職。風情萬種的氣質，加上床上技巧極好，以及懂得挑起男人性慾，以致獵得陳浩南的歡心，可惜卻因三番四次的誤會，先被陳浩南近身弄至一腳報銷，後更因細細粒被殺而令陳浩南起殺機，死後手下藍眼代替其位掌管柴灣區。除了曾和陳浩南交歡外，車寶山和藍眼也曾是其入幕之賓。 |
| 小江   | 阿夜左右手。原為侍應生，受阿夜提攜，性格世故，善交際。引薦太乙進入「毒蛇幫」。曾率眾與「洪興分部」車寶山大戰於柴灣，大敗後於潛逃回台灣途中遭太乙殺害。 |

### 洪興分部
蔣天養為了對抗其兄蔣天生，而由「洪興社」分裂出來的分支，但隨著其一黨成為香港各社團的公敵後，蔣天養一死亦因此而告終。
| 蔣天養 | 蔣震次子。「洪興分部」龍頭，1950年8月23日出生，為人脾氣暴粗，早年曾因事入獄，出獄後招兵買馬，欲與其兄蔣天生一決高下，更運用其過人頭腦、魅力及手段，將「洪興戰神」太子挖角過檔。而手下大將[車寶山，更加發起震動全港江湖的「江湖巨人排名爭霸戰」，及後，因麾下成員ET一時貪念與及背運驅使下，「洪興分部」最終徹底覆亡，而蔣天養與車寶山等人亦遠走哥倫比亞投靠「科邦集團」，代表哥倫比亞參予「K-1世界之最」。借意重返香港奪回「洪興」龍頭之位。但事與願違，2008年1月7日，車寶山死後，蔣天養前往其兄別墅時，被其兄的保鑣射殺。                                                               |
| 蓮姐   | 蔣天養的女友，真名叫「楊翠蓮」，生於黑道世家。「洪興分部」覆亡時她曾經離棄蔣天養，但義氣性格令她最後跟隨蔣天養遠走哥倫比亞，進行復仇大計。蔣天養死後，「蓮姐」領其遺體返回哥倫比亞安葬，更成為哥倫比亞「科邦集團」勢力下的紅燈區大姐。 |
| 神仙可 | 「洪興分部」金護法，真名叫「張可以」，為早年香港江湖公認的二路元帥，及後與蔣天養一同入獄，出獄後，立即重出江湖，可惜歲月不饒人，「洪興分部」覆亡時，在泰國被也猜重創後，變成植物人，醒後變得神志不清，被車寶山安排參予「K-1世界之最」，最終將也猜打死。後遭未來算計出賣，被灰狗、伊健、大天二和大飛合攻圍勦，以一敵四後死於灰狗手上。愛上變了性的弟弟亞樂。 |
| 太子   | 「洪興分部」銀護法，其事蹟可參見「洪興社」。 |
| 車寶山 | 「洪興分部」銅護法，綽號「車仔」，武力、智慧、膽識過人，港九社團公認的大路元帥，為蔣天生與其後母車婉瑩亂倫所出，原名「車小寶」，後蔣天養為防蔣天生尋子而改名。於「江湖巨人排名戰」中，於十六強首場對戰中，被立花正仁的手刀割傷左邊面額而毀容，但最終成為六大大路元帥，風頭一時無兩，但最終因分部覆亡，陪同蔣天養遠走哥倫比亞投靠「科邦集團」，及後代表哥倫比亞參予「K-1世界之最」。及後回港復興「洪興分部」及報仇，更加將陳浩南的摯愛蘇阿細一槍斃命，在2008年1月7日於工廠決戰時，被山下忠秀的鐵枝穿胸貫命，其後更被陳浩南分屍。「不作完人，便為禽獸。」是其座右銘。火機同Mike是其心腹。 |
| 包皮   | 「洪興分部」鐵護法，真名叫「包志良」，早年為陳浩南門生，為人膽小如鼠，與巢皮共稱「銅鑼灣雙皮」，後為心儀的嘉嘉頂殺人罪而進入赤柱監獄，在獄中結識蔣天養、神仙可等人，出獄後跟隨神仙可，四處生事。最終於「洪興分部」覆亡故事中，前往美國拉斯維加斯為車寶山追討款項時，中伏身亡。 |
| 犀牛   | 真名叫「李大牛」，ET的長兄，鼻有鼻環，額頭左角刻上火雲紋身，忠於社團，討厭毒品，破壞力更勝其弟，愛錫ET，為博重傷的弟弟一笑，竟打碎自己前排牙齒。心腹有寸爆，最後與弟ET命喪龍鼓灘。 |
| ET     | 真名叫「李二牛」，犀牛的幼弟，百份百主戰派，四肢發達但頭腦簡單。一生以兄長為榜樣，胸膛刻有「飛翼骷髏頭」紋身，，駐守旺角，後到官塘和大天二一決高下，可惜不敵大天二，大部份牙齒被打碎，留醫接近一年。「江湖巨人排名戰」時再遇大天二，為了打倒宿敵，他竟以吸毒來提昇戰力，可惜因犀牛阻止而無法到達會場。在「分部滅亡」時，ET與兄長犀牛命喪龍鼓灘。 |
| Maggie | 車寶山的情人，為情人付出一切，曾負責「洪興分部」財政及公關，曾為「洪興分部」而假意接近細細粒，甚至與細細粒發生同性密友關係。最後眼見愛郎被山下忠秀用鐵枝貫腹殺死，抱擁車寶山自殺。 |
| 未來   | 哥倫比亞「科邦集團」青少年組頭目，為人處事高調，好勇怕死，沉迷精神科藥物。和部下皆精於飛簷走壁的極限運動Parkour，處事作風大膽妄為，與女友太極和心腹無謂奉科邦之命到香港跟隨車寶山，因為自把自為令「洪興分部」功臣神仙可枉死，最後在車寶山和陳浩南最後一戰時，因怕死逃走，被臨死的車寶山飛擲日本刀貫腹而死。 |
| 偉章   | 真名叫「林偉章」，包皮心腹，初期專責管數，後期則負責策劃，思想偏向旁門左道，曾主動以社團資金支持ET進軍官塘，挑戰大天二。因犀牛、ET及包皮相繼死亡，認定「洪興分部」即將完蛋，於是攜帶社團資金三百萬港幣由東涌潛逃回內地，最後不知所踪。 |
| 蓬黑   | 菲律賓籍拳師，蔣天養保鑣，乃白的堂兄。在「江湖巨人排名戰」時因表現不佳受到蔣天養的指責，在對戰天收時，因不肯投降而被打死。 |
| 乃白   | 菲律賓籍拳手，蔣天養保鑣，蓬黑的堂弟，後在「劉包之戰」中被「毒蛇幫」圍剿而死。 |
| 檸頭偉 | 沉迷迷幻藥的頭領，專營精神科藥物，門生眾多，蔣天養為防止包皮、蓬黑、乃白、偉章、犀牛和ET叛變，將其殺死，作殺雞儆猴之用。 |

### 三聯堂
在牛佬多本江湖漫畫中常出現的香港有名社團，正式名稱為「三聯堂」而非「三聯社」，但在《古惑仔》漫畫後期多稱為「三聯社」，六七十年代和「東英社」並列為全港最大社團，其後在藍鯨作為龍頭時代緊隨「洪興社」及「東英社」成為第三大社團，以黃色事業為主，江湖因此有句：「打仔洪興，四仔東英，三聯出雞精」。隨後「福田一役」「洪興社」由強轉弱，「三聯堂」變成全港第二大社團，世間亦流傳有句：「東英最狼，三聯最狂，講打和興和」。近期獲得李成克、牛姑、察拉以及地中海之子小海加盟，加上新起食腦之人李建興，實力大增。除了吞併不少東英敗落後遺下的地盤外，也要向洪興挑戰全港最大社團地位。在漫畫《龍虎砵蘭街》和《東英仔》中，「三聯堂」亦有類似「東英五虎」、「和興和四大拳王」等制度，「三聯堂」也有八大金剛(《東英仔》「東英社」大東做馬伕年代已存在），後在《古惑仔》改制為「十大紅棍」，2019年(漫畫出版)幫會會員二萬三千人。梁家仁成為「洪興社」龍頭後，由於龍頭作風變得沉實，「三聯堂」勢力徘徊在中級水平，被「老利」及「洪興社」蓋過。
| 佐敦   | 原名「簡少敦」，「三聯堂」現任龍頭，藍鯨心腹，擁有一頭紅髮，因主動佻皮而且口才了得，被委託擔當「江湖巨人排名戰」司儀一職。之後經長時間操練後，現成為社團內重心人。「洪興社」重金徵用「三聯堂」人馬對付「毒蛇幫」時，風頭一時無兩，其後藍鯨眼見大東和山雞相繼被殺，急找繼承人繼承，於是籍糖尿病收佐敦仔為義子，佐敦仔名正言順成為「三聯堂」第四任龍頭，自此江湖人士改稱為「佐敦」，在佐敦帶領下，「三聯堂」成為本港第二大社團，僅次於「東英社」，不過令佐敦頭痛的是社團欠缺良才，於是四出羅致，为招揽亞克派其情妇兼得力九尾狐用美人计，因“丧尸浴盐”生意与毒蛇帮结怨，更用卑鄙手段出卖九尾狐与亚克，最后用计逼退了欲杀他的佐维。在「千人對決」中將毒蛇幫宮本一斬殺。佐敦妻子名字叫張婉嫻，兩人有一子一女。得力手下有周迅及小雷（歿）。最後與各大社團聯軍在中環對付「洪興社」，決戰前因李成克及九尾狐被「洪興社」擊敗，於是聯絡「暗黑之門」大清岩代聘殺手殺死陳浩南，可惜事敗。當梁家仁成為「洪興社」龍頭後，江湖盛傳佐敦仔不敢與梁家仁為敵，談判處於下風而要奉上貨品，此後佐敦仔作風變得低調，「三聯堂」只可穩守已有的地盤，難有發展。 |
| 藍鯨   | 繼王坤及肥仔仁之後，成為「三聯堂」第三任龍頭，平時為人幽默，在滑稽的外表下卻頗有智慧，可謂大智若愚。於「江湖巨人排名戰」中，成為六大雙花紅棍之一，及後帶領陳浩南、大飛等人參加「K-1世界之最」。藍鯨有一子平頭，因被「洪興分部」ET黑吃黑而死。其得力手下有招爺、鋼條泰、蘇豪及SKY。藍鯨老奸巨滑，先後向當時得令的陳浩南及大東表示友好，狐假虎威之餘亦暗中令「三聯堂」的社會地位日漸提昇，「毒蛇幫」山雞被殺後，「三聯堂」會員人數達至四萬五千人，排名第二，僅次於「東英社」。及後藍鯨患上糖尿病，為使心腹佐敦仔名正言順成為下任龍頭，於是與之上契，其得力手下有蘇豪及SKY。近年身体很差已不理江湖事，臨終前三小時還教導佐敦仔遇到甚麼事，都不要即時做反應，因為情緒會影響判斷，即時的反應只會帶來錯誤。 |
| 九尾狐 | 原名「郭芷瑜」，佐敦頭號心腹，鍾情於佐敦，活躍於銅鑼灣，為令當時投身於「毒蛇幫」的亞克羅致入「三聯堂」旗下，不惜奉獻自己感情而出動美人計。識破佐敦真正意圖後，決定反叛，在離開香港前救下了傷重頻死的亞克，兩人逃往馬來西亞。後來在馬來西亞與亞克建立大龍鳳。之後參與四大香港社團在內地華門市煙化台千人之戰。千人之戰後受不了佐敦的甜言蜜語又重投「三聯堂」。陳浩南再度成為「洪興社」龍頭後決心一統江湖，各黑幫正商討是否聯成一線與「洪興社」決戰之時，李成克高姿態踏入「洪興社」的環頭時，卻反被迫得下風，九尾狐收到消息立刻召集手下於夜店，一出店門卻被陳浩南率手下攔截，慘被打得落花流水，夜店被毀，九尾狐頭破血流。 |
| 鋼條泰 | 前「三聯堂」龍頭藍鯨得力，佐敦得力手下，掌管社團人力，有一子，名叫鋼牙（歿）。參與「千人對決」時被毒蛇幫的黃先生斬去雙腿後被同袍踐踏慘死。 |
| 招爺   | 前「三聯堂」龍頭得力，管內政，佐敦成為「三聯堂」龍頭後失勢，眼紅同輩鋼條泰受寵，欲借兒子招積取回自己應得的尊重。在「千人對決」中，被毒蛇幫的黄先生從後偷襲而死。 |
| 招積   | 十大紅棍之一，「三聯堂」大底，招爺兒子，身型龐大，搏擊能力不俗，其勢力在灣仔及佐敦兩地，野心及拳力不少，曾於洪興社梁家仁有過節，在兩人對打時佔盡上風，逼得梁家仁要逃走，與同門大底FACE有兄弟之情。在「千人對決」中奮力作戰，其後分得華門市大量生意利益，經營華門市至香港走私生意。 |
| FACE   | 「三聯堂」大底，招積好兄弟，為人怕事，曾與洪興社梁家仁有過節。近身有阿錦。 |
| 李成克 | 加入三聯堂前事跡見「大龍鳳」李成克一欄。在被李建興遊說加入三聯堂後，曾經在旺角朗豪坊挑戰陳浩南，但未能打敗對方。巨星之戰前要求佐敦賜九尾狐陪伴他一星期，以為戰事打氣。被抽中和梁家仁對決，但出乎意料之外被梁家仁佔上風，最後只能憑運氣將梁家仁踢到海中勝出，但面子已失，之後李成克暫借給毒蛇幫方盛滿對抗「洪興社」來犯，在街頭擊敗大梵。陳浩南再度成為「洪興社」龍頭後決心一統江湖，各黑幫正商討是否聯成一線與「洪興社」決戰之時，李成克高姿態踏入「洪興社」的環頭，遇上「洪興社」的甘尚武及伊文華，二人挑戰李成克，而陳浩南的好友佐維亦站在遠角，以待兩人一旦下風時即出手，李成克發覺形勢不妙，逃走時被途人拍下影片於網上分享，此事迫得龍頭佐敦發怒，騁請「暗黑之門」派遣殺手殺死陳浩南。 |
| 牛姑   | 加入三聯堂前事跡見「其它社團」牛姑一欄。加入三聯後先為手下紅棍阿揚出頭和大飛講數，後又在李建興奸計慫恿下，和李志高大戰。後來其女人潘少枝癌症去世，心情低落，被佐敦迷惑要在巨星之戰中至少和對方同歸於盡以在另一世界見潘少枝。巨星之戰前痛打李建興以洩其挾走潘少枝之仇。在巨星之戰中抽中和陳浩南血戰，故意以不要命打法逼陳浩南痛下殺手，被陳浩南打落海中死去，死前遺言欣慰死在陳浩南手上，令陳浩南傷感不已。 |
| 察拉   | 泰國泰拳界八大「金蒙空」之一，不過與其他「金蒙空」不同，平常完全不注重言行，本姓草根，愛流連黑暗場所，而且沉迷賭博。因此拳壇不邀請其出席任何拳壇盛事，以免影響「金蒙空」名譽。登場時被「毒蛇幫」之毒蛇七子銀先生以巧妙手法邀請參與「千人對決」一役，對付另一金蒙空大梵，但在「千人對決」中表現不佳，後段更乘機逃脫。在東英堡之戰中表現不俗，可惜東毒聯軍仍然兵敗。但因喜愛玩樂，敷衍金尊貴指派任務，被金尊貴停止金錢上的供應。因而被「三聯堂」李建興邀請助拳，並聲言要打出自我身價，不再敷衍。曾在銅鑼灣街市追殺「洪興社」楊思樂，但被其逃脫。巨星之戰中與代表「洪興社」的佐維對戰，戰前放風自己無信心打贏，並將財產全部押自己贏，最後在堅強意志下擊敗佐維。最後曾參與各大社團聯軍在中環對付「洪興社」的最後血戰，遇上宿敵佐維，最後被佐維用七百磅手力飛擲鐵通貫穿身體而死亡。 |
| 李建興 | 「三聯堂」智囊，頭腦超強，說服佐敦費盡唇舌而無法招攬的李成克和牛姑加盟「三聯堂」。後來又說服察拉加盟。曾使計挾走牛姑女友潘少枝，並嫁禍洪興李志高，以使牛姑向洪興開戰。巨星之戰前被牛姑痛打以洩其挾走潘少枝之仇。後期在各大社團組成聯軍大戰「洪興社」時，發覺立花正仁與陳浩南正在單打獨鬥，於是指示正在劣勢的聯軍努力進擊，使得形勢得以逆轉。 |
| 三聯猛 | 原名孟海山，「三聯堂」六十年代的四二六紅棍，曾經以四十幫眾橫行觀塘雞寮區，重創另一幫會「敬義」，「東英社」水靈年輕時曾經的男人，但不重視水靈，最後水靈引誘「東英社」駱正武和三聯猛決鬥，而被駱正武監生打死。 |
| NO輝   | 真名叫「董輝」，「三聯堂」管數人，為人豪邁，口頭禪:「NO！NO！NO！」及後在西環碼頭與「洪興分部」一戰中，被車寶山斬去左手手掌，自此大買賣交易才會在江湖露面。《洪興仔》一書中亦有同名角色，為華東之結拜兄弟，與「洪興社」為敵，死在伊健的近身細潮手上。 |
| 盲松   | 佐敦手下，曾擊敗于八。在華門市與毒蛇幫紅先生交手時亦不落下風。代表「三聯堂」參與「千人對決」時戰死。 |
| 鬚豪   | 佐敦手下，曾是「三聯堂」猛將，面上留有厚厚的鬍髯。近年變成沉迷玩樂的叔父。在三聯高層聚會中要求和小海比試，被小海輕鬆打敗。 |
| Sky    | 佐敦手下，曾是「三聯堂」猛將，跳躍力超人，近年變成年老沉迷玩樂的叔父。 |
| 北正恩 | 十大紅棍之一，三聯大底，父母也是三聯成員，外表和衣著像北韓領袖金正恩，其手下被要求穿上同樣服裝，巨星之戰前夕三聯的考試中，和小海比試後受到認可，脫穎而出成為巨星之戰參賽者。曾指出三聯缺少明星原因是急於求才，於是胡亂升大底，以致大底很多都實力不足。巨星之戰中被抽中和豹子健對打，以重拳打敗對方。曾參與各大社團聯軍在中環對付「洪興社」的最後血戰，圍剿大梵七人之一。 |
| 小海   | 十大紅棍之一，地中海和情婦阿梅之子，真名「何小海」，衣著外型有地中海影子，小時候已經流露格鬥天分，並由地中海親自教導訓練成材。地中海曾囑咐小海，如果自己被人殺死，小海不要去追究，但地中海死後，阿梅為了要小海無後顧之憂，竟開煤氣自殺。為了報父仇，小海到香港決心加入最有實力和洪興抗衡的社團，因而被李建興邀請加入三聯，在三聯高層聚會時輕鬆打敗欲試探其身手之蘇豪，與察拉比試打成平手。跟蹤及打傷伊文華，欲逼其下跪叩頭以完成當年地中海逼伊健下跪叩頭未竟之事，不果。巨星之戰中和迪文交手，雖然被迪文踢傷左眼，但仍佔上風，逼到迪文認輸。曾參與各大社團聯軍在中環對付「洪興社」的最後血戰，圍剿大梵七人之一。 |
| 阿清   | 十大紅棍之一，真名郭秀清，在內地跟隨招積搵食，外表青靚白淨加上幾分妖艷，喜愛西裝禮服華麗打扮。在巨星之戰開始前向佐敦毛遂自薦，並在比試中輕易打敗原本代表三聯出賽的馬騰，從而代替其出戰巨星之戰。巨星之戰中和「洪興社」浩然對打，用技巧擊敗對方。參與各大社團聯軍在中環對付「洪興社」的最後血戰，圍剿大梵七人之一。 |
| 哥斯拉 | 十大紅棍之一，黑色長髮，參與各大社團聯軍在中環對付「洪興社」的最後血戰，圍剿大梵七人之一。 |
| 獅王   | 十大紅棍之一，其金色散亂髮型猶如雄獅鬃毛，參與各大社團聯軍在中環對付「洪興社」的最後血戰，圍剿大梵七人之一。 |
| 小巴佬 | 十大紅棍之一，身型肥胖，參與各大社團聯軍在中環對付「洪興社」的最後血戰，圍剿大梵七人之一，遭大梵用鐵通貫穿咽喉而死。 |
| 亞卡星 | 十大紅棍之一，光頭黑人，參與各大社團聯軍在中環對付「洪興社」的最後血戰，圍剿大梵七人之一，被大梵用鐵通擊破頭蓋死亡。 |

### 和興和
香港幫派，近年來出打仔。洪興韓賓任龍頭時代，幫會曾經長期排行香港社團排行榜老三，東英三聯之後，江湖亦曾傳有﹕「東英」最狼，「三聯」最狂，論打「和興和」。組織設有四大拳王及八區話事人，但是華門千人戰後，原四大拳皇死去加上龍頭曾經中風，江湖地位一落千丈，但會眾2019年(漫畫出版)仍有一萬四千人，直至陳浩南再度成為「洪興社」龍頭，決心一統江湖，組織龍頭被陳浩南殺害，餘部盡歸洪興社。
| 蛇夫   | 繼四眼興（陳禮興）和爛仔培之後，「和興和」最後一任龍頭，光頭的頭頂上有蛇形紋身。早期駐紮銅鑼灣，處事心狠手辣，心腹老樊，曾參戰於「江湖巨人排名戰」，於第一階段出局。後蛇夫為令「和興和」不被其他社團看輕，設立「四大拳王」職位，在拳賽中選出四位優勝者，培養門生皆為打得之人，令社團實力變強，終於繼「東英社」及「三聯社」後，成為香港第三大社團。近期曾經中風，社團勢力大減，之後在酒樓與「洪興社」陳浩南談判時被陳浩南用牛肉刀殺害。 |
| 老樊   | 蛇夫心腹，任職白紙扇，「和興和」智囊，社團對外之事皆由老樊任代表處理。龍頭蛇夫被殺時，與亞圖被「洪興社」大法禁錮在桑拿房內，被迫表態是否歸順「洪興社」，之後轉會「洪興社」。 |
| 亞圖   | 任職白紙扇，負責組織內部管事，「和興和」後期幫內的重心人物。龍頭蛇夫被殺時，與老樊被「洪興社」大法禁錮在桑拿房內，被迫表態是否歸順「洪興社」，之後轉會「洪興社」。 |
| 爽哥   | 「和興和四大拳王」之首。綽號「無敵拳王」。未成「四大拳王」前曾與湖南退伍軍人打劫金鋪，事成後因分贓問題而反目，在他不認輸的性格及狼辣的拳擊下把同盟活活打死。因黑古加入「和興和」而令其位置有名無實。續展開吞併廟街計劃，望能挽回聲勢及個人士氣，除打劫「洪興社」油麻地話事人大宇的貢品外，更與「東英社」胭脂虎反目，又計劃與曹斌巡視廟街時帶頭搗亂。爽哥被陳浩南形容為雙目無神，做事貧臨，難成大器也，與初出場時聶倒菠蘿油及「東英社」南亞虎的氣勢及冷靜機智判若兩人。持有「爽哥博擊會」。三大心腹為亞寶、大超、細超，现驻守尖沙咀。「千人對決」中，被陳浩南用日本刀刺中腹部，再將手釘在石上而死。                                                 |
| 黑古   | 「和興和」「四大拳王」之一。綽號「一敗拳王」。又名「巨哥」。老撾人，出身于穷苦人家，以打拳作为少年时出路。曾于老撾开设「黑古拳馆」授徒，因勢力寵大并曾掌管当地地下秩序。於老撾和陳浩南有過節，被陳浩南擊倒，惨败于大梵，远走至香港投靠生意伙伴蛇夫；及后在較量上殺死「長勝拳王」茅躉而成為「和興和」「四大拳王」之一。實力應在爽哥之上，卻不欲成為「和興和」四大拳王」之首。在于陈浩南的地下拳决斗中因犯规而落败。现驻守铜锣湾，曾與大飛父子有過節。其心腹有塔马布（已故）、徒弟則有省过（已故）及冰哥（已故）。在「千人對決」一役中，因高價而出戰，在尾聲代表「東英毒蛇」方與「洪興三聯」方代表徐世飛進行「一對一」決戰，最後被其斬擊腹部而死。。 |
| 單眼昌 | 「和興和」「四大拳王」之一。綽號「百戰拳王」。「千人對決」後，被懷疑勾結外人害死其它三大拳王，甚至龍頭蛇夫假意讓出龍頭寶座要逼其表態。和耀揚之子雷霆合作，販賣公安由華門市繳獲之毒品獲利。和雷霆合謀殺死東英社大路元帥世英嫁禍決興社，但被揭穿，在西貢與梁家仁伊文華甘尚武等人混戰，被梁家仁飛刀穿頭而死。 |
| 菠蘿油 | 「和興和」「四大拳王」之一。綽號「不戰拳王」。持有「菠蘿拳館」，因結拜兄弟芒果在油麻地的檔口被「東英社」「南亞虎」黑仔搗亂，替其出面調停而與「東英社」結怨。後更因「東英社」「胭脂虎」放風令菠蘿油損失市值六（万兆）億的毒品。「和興和」「四大拳王」選拔賽中因爽哥處處留手而欠其人情，最終被迫以一百八十萬擺平六（万兆）億毒品事件。「千人對決」中，與座王太、單眼昌三人戰佐維，被佐維用鞋刀劈開頭部死亡。首徒為紋身。 |
| 茅躉   | 前「和興和」「四大拳王」之一。綽號「長勝拳王」。擅长打泰拳及綜合格鬥；因黑古要成為「和興和」「四大拳王」之一而與其比試。最終被黑古打死。 |
| 山寨占 | 「和興和」覆亡後，帶領和興和沒有歸順洪興社的餘部，加入各社團所組成的大軍與洪興社作最後一戰，結果被陳浩南擲刀殺死。 |

### 長樂社
早年由三聯和洪興舊人分裂出來的幫派。規模不大，2019年(漫畫出版)略計會眾一萬二千，由馬氏兄弟發揚光大，幫會效法洪興社架構，設有四大天王及八區話事人制度。
| 煙屎駒        | 原名劉家駒，現任「長樂社」龍頭，「長樂社」八大話事人之一，旺角話事人，年過五十，典型江湖人，故為人十分重視江湖道德。曾在徐世飛與「三聯社」九尾狐爭持期間，與對方鋼條泰談判時露面。近身為盲毛和大懵，參與對付「洪興社」的最後一戰時，殺死了「洪興社」旺角話事人君主。亞龍病死後成為「長樂社」龍頭。 |
| 亞龍          | 本名馬如龍，前任「長樂社」龍頭，細虎親兄，金髮，早期時為「洪興社」四二六紅棍，後與「三聯堂」部分人馬出走自成一派成為「長樂社」。社團不斷挖角過檔，決心要成為香港首位將黑道企業化的江湖大鱷，後患上末期肝癌死去。 |
| 細虎          | 本名馬如虎，「長樂社」亞龍親弟，個性衝動，早期為「洪興社」四二六紅棍，曾被手下大少背叛斬去四隻手指，後被「長樂社」挖角過檔，更成為「長樂社」“四區話事人”，後退出江湖。 |
| 姚天洛        | 「長樂社」四大天王中的「東天王」，參與對付「洪興社」的最後一戰中被大飛斬斷左手重傷。 |
| 巴之星        | 「長樂社」四大天王中的「南天王」，參與對付「洪興社」的最後一戰中被大飛橫刀一分為二。 |
| 雷氣方        | 「長樂社」四大天王中的「西天王」，參與對付「洪興社」的最後一戰中被楊思樂斬殺。 |
| 杜江          | 「長樂社」四大天王中的「北天王」，參與對付「洪興社」的最後一戰。 |
| 崩口          | 八大話事人之一，將軍澳話事人，上唇有裂痕。 |
| 疊馬榮        | 八大話事人之一，灣仔話事人，戴眼鏡有鬍子。參與各大社團聯軍對付「洪興社」的最後一戰中，被梁家仁收拾。 |
| 鶴佬明        | 八大話事人之一，黃大仙話事人，雙眼細小如豆。參與各大社團聯軍對付「洪興社」的最後一戰中，被李志高率眾殺死。 |
| 亞祖          | 八大話事人之一，香港仔話事人，頭髮染黃。 |
| 老猴          | 八大話事人之一，筲箕灣話事人，猴子般樣貌，啡色頭髮。參與各大社團聯軍對付「洪興社」的最後一戰中，被甘尚武斬殺。 |
| 炮仗          | 八大話事人之一，天水圍話事人，面額生有多粒老人痔，眼大尖鼻。 |
| 徐世飛        | 八大話事人之一，尖沙咀話事人。「洪興社」大飛和鍾亞四所生的獨子。鄙視江湖義氣，以追求父親的成就為目標，於是亦在胸襟上紋上「飛鷹」紋身。在「洪興社」跟隨咕咕仔，拳技自以為出眾，自創膝撞絕招「逆衝四八四」（在對手身後以雙手鎖緊對手手臂及頭部，再以膝撞重擊），因其直屬大佬咕咕仔在地下拳賽賄賂對手，令到徐世飛有達十多場連勝的紀錄。后被甘尚武打破其不败纪录并与其接下仇怨，幸得陈浩南从中挖旋化解。與台灣「毒蛇幫」山鸡之女青春少艾的趙縈交往。其亲老表为现任新一代洪兴观塘区坐馆梁家仁；曾过台湾拯救败于地中海的陈浩南。徐世飛欲求成長，一闖天下，不惜擺脫咕咕仔及洪興社高層的庇護，首先跨區落腳到非自己根據地铜锣湾，參與新一任洪兴坐馆选举，選舉落敗後即時過檔到「長樂社」，與大爛成等人走到澳門對抗「東英社」狄威，最终在陈浩南与大飞帮助下击败狄威，成為社團尖沙咀話事人。后来在亚克的帮助下从毒蛇帮手上抢走赵縈。在「千人對決」時，以「長樂」牌頭參與，最後在單挑決戰時，抽籤對決對方陣營巨哥，在劣勢下反敗為勝，將巨哥斬殺。「東英社」與「洪興社」作滅團式生死之戰，徐世飛被毒蛇幫七子之首金尊貴所捉及狎回台灣囚禁，徐世飛的黃紙兄弟及趙縈來救，在丁瑤的格殺令下，金尊貴在世飛背脊由頸項至腰間劃上一刀而死。 |
| 王彪          | 八大話事人之一，澳門話事人，尖沙咀話事人徐世飛死後才晉升為八大之一。 |
| 大爛成 （歿） | 徐世飛的心腹，左臉有一條很大的傷痕，本想借徐世飛的名氣上位，後漸漸真心對待為徐世飛，漸生兄弟情誼，更為他擋刀受傷。大爛成跟隨徐世飛過檔「長樂社」後，與徐世飛、PUNK仔、鼻屎、爛賭錦、大炮賢、清仔、紋身張及花柳剛歃血結拜為黃紙兄弟，大爛成成為老二，僅次於徐世飛。在參與「千人對決」時被巨哥弄斷腸臟而死。 |
| PUNK仔        | 徐世飛的心腹，與徐世飛、大爛成、鼻屎、爛賭錦、大炮賢、清仔、紋身張及花柳剛歃血結拜為黃紙兄弟，排行老三，协助徐世飞对抗狄威，被狄威抓住并毁容，被陈浩南开导后决定退出江湖，於長洲開設茶餐廳。後來以殺死「洪興社」新任西環坐館口水堅作為條件，復出江湖。「洪興社」與「東英社」作滅團式生死之戰，徐世飛被「毒蛇幫七子之首金尊貴捉走押回台灣，PUNK仔與黃紙兄弟清仔及鼻屎等人趕去台灣營救，可惜全軍覆沒，被金尊貴殺死。 |
| 爛賭錦        | 徐世飛的心腹，與徐世飛、大爛成、PUNK仔、鼻屎、大炮賢、清仔、紋身張及花柳剛歃血結拜為黃紙兄弟，排行老五，曾协助徐世飞对抗狄威，后因对徐世飞有意见被狄威利用，最后在被陈浩南和大飞追杀逃跑时被车撞死。 |
| 斯文          | 油頭粉面，外表斯文，但卻以淫辱女性為樂，活躍於銅鑼灣，與「東英社」耀揚聯盟合力陷害陳浩南及大飛。[首度出場:351期] |

### 和記
顯赫一時的幫派，組織原稱「和合圖」，漫畫為了與真實世界分隔之後改名為「和記」。近年由於龍頭移民外地，社團變得低調不少，會眾有一萬一千人，組織設有十個分區。
| 高文彪   | 「和記」龍頭。於江湖巨人排名戰時邀請立花正仁出戰，打響社團名堂。如今已經移民加拿大， 社團事務交由坐館馬騰打理。 |
| 馬騰     | 「和記」現任坐館。被高文彪賞識並升為坐館，在「洪興社」最後一戰御駕出征，與其他社團合作對付陳浩南。 |
| 立花正仁 | 事跡參見「山口組」「立花正仁」一欄。在香港曾加入「和記」，並擊敗十大紅棍 [註 4]成為當時全港黑社會唯一的雙花紅棍，更認識了陳浩南等人。 |
| 奶仔     | 真名叫「尹乃明」，「和記」四二六紅棍，光頭而面有刀痕，為人爽快，喜交朋結友，注重義氣，為太子好友，與立花正仁在日本相識，結為好友，易忠門生，一生最注重的兩人一個是好朋友立花正仁及其大佬易忠。擒龍虎對立花正仁在「木屋一役」，奶仔在大火中逃走時，被耀揚所殺。 |
| 易忠     | 「和記」中堅份子，首席紅棍，其門生為奶仔，曾經代奶仔出頭而入冊六年，及後參與過江湖巨人排名戰，現駐守灣仔區。曾參與對「洪興社」在中環的最後一戰，打得「洪興社」火柴下風。                                                                                       |
| 孝子     | 「和記」幹部，駐守筲箕灣。金髮戴眼鏡。 |
| 禮哥     | 「和記」幹部，駐守大角咀。短髮眼神鬼祟。在各社團與洪興社在中環作最後一戰中，打死了「洪興社」葵青坐館偉華。 |
| 陳義     | 「和記」幹部，駐守油尖旺，平頭短髮，眼袋滿佈細紋。 |
| 大陸仔   | 「和記」幹部，駐守上水，愛戴太陽眼鏡。在各社團與「洪興社」在中環作最後一戰中，被陳浩南斬死。 |
| 晒冷哥   | 「和記」幹部，駐守元朗，長曲髮。 |
| 嚴天元   | 「和記」幹部，駐守觀塘。 |

### 中興會
社團源自牛佬同系江湖漫畫《江湖大家族》，《江湖大家族》完結後在《古惑仔》延續存活，龍頭採用世襲制度，由霍氏家族打理。
| 霍英   | 「中興」現任龍頭，霍氏四兄弟排行第三，一頭金髮，未成為龍頭之前曾是花花公子一名，發展影視娛樂圈事業，成為龍頭後專注中國內地發展，香港業務交由四鱷打理。 |
| 霍文   | 「中興」前任龍頭，霍氏四兄弟大哥，任內將傳統幫會企業化，交龍頭之位給霍英之後淡出江湖。 |
| 霍彪   | 「中興」首任龍頭，霍氏四兄弟文武英傑親父，綽號潮州霍，統領「中興會」二十餘年，死於腎臟衰竭。 |
| 霍武   | 霍氏四兄弟二哥，黑道江湖上有名的紅棍王，義氣重情，現在已退出江湖。曾在「長州花炮會」與立花正仁、牛姑及攀腳龍媚媚力戰日本「山口組」代表原青男。亦曾在香港漫畫《立花正仁》出現，與江湖其他九大紅棍如大飛、耀揚及攀腳龍媚媚等接受立花正仁挑戰，使其取得「雙花紅棍」的稱號。 |
| 霍傑   | 霍氏四兄弟四弟，長期在外國生活，返回香港後淡出江湖。 |
| 世彰   | 「中興」四鱷之一，世顯及「洪興社」伊文華愛人朦豬大哥，滿頭白髮，性格內歛，親妹朦豬被「洪興社」陶傑綁架後，親自出面營救。與伊文華的母親荔枝相好。最後與各社團組成大軍與「洪興社」在中環作最後血戰。                                                                       |
| 曾寶勝 | 「中興」四鱷之一。與其他三鱷加入大軍與「洪興社」在中環作最後血戰。 |
| 王子奇 | 「中興」四鱷之一。長髮髮腳梳後，頭頂一撮頭髮染紅，與其他三鱷加入大軍與「洪興社」在中環作最後血戰。 |
| 周吉   | 「中興」四鱷之一。頭髮平鏟，與其他三鱷加入大軍與「洪興社」在中環作最後血戰。 |
| 世顯   | 「中興」大底，世彰胞弟，「洪興社」伊文華愛人朦豬二兄，左眼有疤痕。 |
| 傻強   | 「中興」大底，打低曾經沉迷毒品的洪興社龍頭陳浩南，迫得陳浩南大叫求僥別打。 |

### 老利
已經衰落的香港小幫派，因方盛滿的加入及一場中環大戰，老利在江湖的名聲平地一聲雷復活過來，在《古惑仔》漫畫最後一期2335期講及「老利」在方盛滿的優秀領導下，「老利」成為香港第一大幫會，勢力蓋過「洪興社」及「三聯堂」。
| 方盛滿  | 伊伊的男人，前「毒蛇幫」副幫主，由於伊伊被斬斷一臂重傷，現時為社團的代理人，未轉投「老利」事跡可參見「毒蛇幫」「方盛滿」一欄。在各個社團聯軍與「洪興社」在中環作最後一戰時，原本指令社團作採取防守狀態，直至雙方已打到警方出現，兩敗俱傷準備撤退時，方盛滿認定陳浩南已是強弩之末，於是上陣攻擊，先挫在半路殺出的梁家仁，再一刀攔腰斬中陳浩南，大飛試圖阻止，但仍一刀斬中陳浩南背部，陳浩南失血過多重傷昏迷。中環一戰後方盛滿成為江湖佳話，方盛滿在人前一身名牌，穿金戴銀，高姿態橫行於江湖，幾年間令「老利」成為香港第一社團，台灣「毒蛇幫」亦曾求助方盛滿借將解難。 |
| 伊伊    | 前幫主財叔的女兒，由於父親一死幫會走向衰落，伊伊掌管幫會，曾向洪興社梁家仁投懷送抱不果，之後投向「毒蛇幫」副幫主方盛滿懷抱，成為方盛滿的女人，欲借助「毒蛇幫」之力復興老利，在「洪興社」與「毒蛇幫」在全香港各區激戰時，時被斬斷一臂。 |
| 王冠    | 老利金牌打手，老幫主死後幫會主要由王冠支撐。方盛滿力邀王冠效力自己，最後與梁家仁決戰時被殺，屍體一分為二。 |
| Cheap精 | 老利其中一名大哥，有才能但沒有大將之風，愛佔便宜，方盛滿邀請Cheap精在香港抗議活動中令局勢惡化升級，有助台灣總統大選選情有利於「毒蛇幫」，一次混亂Cheap精被警方連開數鎗中鎗倒地，之後下落不明。 |

### 山口組（日本社團）
「山口組」，是日本的幫派組織中規模最大的指定暴力團。日本政府雖容許該組織合法註冊，但仍然將該組織列名指定嚴管。早年除了日本本土外，「山口組」在海外亦有活動，曾想侵佔香港江湖但被擊退，如今和香港江湖沒有直接關係，「暗黑之門」乃「山口組」重要部門之一，培養殺手進行刺殺，而殺手會根據其任務難度及成績，定期有殺手排名公佈，部份殺手和港台社團有著極其密切的聯繫，曾數次涉及港台幫派鬥爭的風暴中。
| 野田一夫 | 虛構人物，漫畫中為日本「山口組」六代目，真實世界司忍才是真正的六代目，身材矮胖行為猥瑣，和蔣天生在國際黑幫大會上有吵架，笑說香港黑幫只是一盤散沙。 |
| 竹中武   | 現實世界真有其人，漫畫中的「山口組」五代目，但真實世界渡邊芳則才是真正的五代目，竹中正久之弟，討厭兄長作為，和立花正仁是兒時好友，打扮陰陽怪氣，思想複雜細密，殺人王鬼塚是其手下，為原青男之死，到台灣和「洪興社」靚坤談判。 |
| 竹中正久 | 現實世界真有其人，「山口組」四代目，與竹中武兄弟拍檔在「山口組」打出名堂，成為山口組「八大金剛」之一，之後竹中正久成為「山口組」四代目，在一次趕往與情婦處途中，與兩名保鑣在大廈升降機，被「一和會」派來的立花正仁鎗殺。 |
| 田岡一雄 | 現實世界真有其人，1946年6月以34歲成為「山口組」三代目，消滅敵對社團及吸納其他社團組員，使「山口組」成為日本首席黑幫，在1981年7月23日田岡一雄因病逝世，「山口組」會員已多達一萬二千名。 |
| 山口登   | 現實世界真有其人，「山口組」二代目，1929年登位，山口春吉長子，在大阪開設賭檔及插手娛樂圈，「山口組」勢力大增，1942年在淺草被幫派「籠寅組」的組員刺殺，享年41歲。 |
| 山口春吉 | 現實世界真有其人，「山口組」一代目，1915年創立「山口組」，起初人數只有50人，全是日本神戶碼頭苦力工人。 |
| 山本廣   | 現實世界真有其人，漫畫中「山口組」八大金剛之一，「山口組」四代目組長熱門人選，之後竹中正久成為「山口組」四代目，山本廣與組內廿三個堂口成立「一和會」，與「山口組」作派系火併，但是「一和會」下風，勢力急速衰退，山本廣派出殺手立花正仁鎗殺竹中正久，之後「山口組」報仇反擊，最後「一和會」被迫自行解散。 |
| 原青男   | 「山口組」五代目組長熱門人選，實力雄厚，為四代目組長竹中正久之死到香港，向立花正仁尋仇，順道將「山口組」的勢力伸展到香港，先後拉攏香港有名的社團如「洪安社」、「洪義社」、「洪樂社」及「福義社」與其合作。原青男能同時應付數名高手來襲。手下為「四大護法」一夫、二郎、北爪三及賀四，其妻德川由貴是日本戰國時代名將德川家康之後人，鍾情立花正仁。原青男有一名「與別不同」的兒子（讀者猜測是弱能人士）。原青男最後在「長州花炮會」上，擊殺多名高手後，被立花正仁殺死，死前因無力控制肌肉而失禁。 |
| 黑澤村   | 現時「暗黑之門」掌權主管之一，久野兄長，兩兄弟在組織內影響力越來越大，後因權力兄弟不和，宮本一及龍次郎兩人皆為黑澤村手下，佐維及太乙在「暗黑之門」消失後，為了彰顯個人權力及抗衡奈美和久野陣線，於是安排「十大不入」的宮與龍，成為組織內排名數一數二的殺手。立花正仁在靜島訓練營出現，黑澤村欲與其見面時，卻目睹自己兒子津久 被立花正仁殺死，由於早前收到「三聯堂」龍頭佐敦所托，派出頂級殺手殺死陳浩南，於是指令立花正仁執行任務補償殺子之痛。 |
| 久野     | 現時「暗黑之門」掌權主管之一，黑澤村親弟，久野一郎父親，兩兄弟在組織內影響力越來越大，後因權力與黑澤村不和，組織分裂，主和派的久野勢力比主戰派的黑澤村較多，可惜久野近年患病，身體精神大不如前。 |
| 久野一郎 | 「暗黑之門」教練，久野兒子，黑澤村姪兒，在日本靜島訓練營訓練新人成為專業殺手，久野雖然有培訓頂級殺手的心，但由於其教學平庸，殺手質素每況愈下，於是最終久野找來立花正仁到靜島，希望立花成為教練。 |
| 津久     | 「暗黑之門」助理教練，黑澤村兒子，久野姪兒，精於射擊，常與女生鬼混，深得學員民心，對立花正仁產生敵意，策劃與全體師生在立花正仁的歡送會上上殺死立花。擲出幾枚小型炸彈投向立花同時，被立花飛刀刺中兩眉之間，斷氣時剛被父親黑澤村目睹一切。 |
| 伊藤     | 「暗黑之門」研發部主管，負責設計及製造殺手武器，為人懶散整天愛玩樂，立花正仁感到氣憤。 |
| 奈美     | 「暗黑之門」公關，專責為旗下殺手安排工作，與委託者接觸，美艷冰酷，頭髮染金。熱衷性事，與立花正仁、宮本一及三船夫曾有霧水之緣。可惜因为社团因为外界环境，短期内变化极大，无奈被杀。 |
| 佐維     | 為日本「山口組」麾下組織「暗黑之門」前任首席殺手。及後代表日本出戰「K-1世界之最」。雖然在決賽中將大梵擊敗，但也被大梵斷其左臂。為了跟大梵決一死戰而追尋至台灣。投靠天道盟特攻隊頭目檳榔陳旗下，於杏花樓一役中，與「暗黑之門」現任首席殺手宮本一決戰，勝負未分。曾與大梵在泰國建立勢力。佐維曾結婚，妻子名叫「亞儀」，全名不詳，因性格自悲，自覺不配丈夫而過度縱藥而死。曾出現並開解伊文華。被佐敦拉拢但无意加入三联，后被佐敦骗至仓库与亚克决斗，后识破佐敦并打算替天行道，但中计枪杀了假扮的佐敦还被录像，无奈暂离香港。後來隨大梵一起應洪興社邀請參加「千人對決」，殺死和興和四大拳王之一菠蘿油，又接連識破毒蛇幫金先生的計謀，更用碎刀片弄瞎銀先生一隻眼。之後與大梵分開，改與立花正仁為洪興社多次出戰，之後先後與八大金蒙空察拉及沙曼對戰，兩戰皆下風受傷。最後幫助陳浩南在中環與各大社團作最後一戰，用七百磅手力貫入鐵通，飛擲出去，貫穿了代表「三聯堂」，亦是八大「金蒙空」之一察拉的身體。 |
| 天川秀   | 為日本「山口組」麾下組織「暗黑之門」最新一屆排名公佈的首席殺手。佐维徒弟。戴眼镜，行为阴湿猥琐。和师弟加藤二一起助拳毒蛇帮。於巨星之戰中協助三聯，和立花正仁對戰，最後被立花正仁殺死。 |
| 宮本一   | 為日本「山口組」麾下「暗黑之門」曾一度排名第一的殺手，佐維因斷手脫離「暗黑之門」，正值其所屬組長黑澤村的影響力日益助大，在黑澤村的幫助下，宮本一成為首席殺手。龍次郎的義兄，為人囂張，原以為自己打遍天下無敵手，但在台灣「杏花樓一役」，遇到地中海、大梵、佐維及太子後，才發現天外有天。后成为毒蛇帮白先生，奉丁瑶之命除掉李成克不成。在參與「千人對決」一役時，雖重創李成克腰部，但最後被「三聯堂」龍頭佐敦砍下頭顱而死。 |
| 加藤二   | 為日本「山口組」麾下組織「暗黑之門」最新一屆排名公佈第二的殺手。和天川秀乃师兄弟关系，参与了杀死奈美之役而且颇为自豪，身体极其强壮。單挑立花正仁不落下風。於巨星之戰中協助三聯，和洪興的小馬對戰，原本佔盡上鋒，但最後被小馬殺死。 |
| 龍次郎   | 太乙在「K-1世界之最」戰死，正值其所屬組長黑澤村的影響力日益助大，在黑澤村的幫助下，龍次郎代替太乙成為排名第二的殺手。身材高大，一身刺青，宮本一義弟，任何事都以宮本一馬首是膽，但思維較義兄清晰，其後行蹤不明，排名亦被加藤二取代。 |
| 太乙     | 為佐維師弟，為日本「山口組」麾下組織「暗黑之門」前任排名第二的殺手，擁有七百磅拳力。及後加入台灣「毒蛇幫」，代表台灣出戰「K-1世界之最」。可惜最終因過於好勝，縱藥妄故生命，戰死在同門師兄佐維手上。 |
| 三船夫   | 為日本「山口組」麾下「暗黑之門」长期曾排名第三的殺手，由於看透世事，所以時常表現懶惰及滿不在乎的神情，曾代表日本出戰「k-1世界之最」的賽事。随着佐維和太乙相繼在「暗黑之門」消失，三船夫理應憑戰績正式成為首席殺手，可惜正值組長黑澤村的影響力足以令宮本一及龍次郎成為排名一二的殺手。令三船夫及其餘躋身十大的殺手憤怒莫名，其後行蹤不明，排名亦被紅魔女取代，之後因為佐維的邀請及懷念奈美到達靜島訓練營，重遇立花正仁。 |
| 紅魔女   | 為日本「山口組」麾下組織「暗黑之門」，過去排名第九、最新一期任命公佈排名第三的殺手。在佐維和立花正仁刺殺趙繼邦行動中，與徒弟夾攻立花正仁，其後雙雙亡於其刀下。 |
| 立花正仁 | 原為日本「山口組」麾下組織「暗黑之門」第四號殺手，「一和會」會員，雙花紅棍。因派系之爭槍殺了「山口組」四代目組長竹中正久而潛逃至香港，加入「和合圖」（後改稱「合圖」，亦即是後來的「和記」），並擊敗十大紅棍 成為當時全港黑社會唯一的雙花紅棍，更認識了陳浩南等人，曾殺死「山口組」高層原青男及「東英」高層水靈。及後因摯愛被「東英」的擒龍虎殺害，向擒龍虎尋仇。擒龍虎死後，便去到中國內地福永隱居，及後因徒弟王博仁被車寶山所累至死，出戰江湖巨人排名戰，與車寶山一戰中雖戰敗，但其手刀令車寶山毀容，及後前往日本富士山跳崖自殺。牛佬表示立花正仁的姓氏「立花」，是牛佬閱讀日本新聞時，發現日本黑道中有人是用「立花」作為姓氏，真人因被人圍斬已過世，此人亦完全不懂空手道。至於「正仁」這個名字，是取材自日本漫畫《青春山脈》內主角的名字。牛佬曾表示他最喜愛的《古惑仔》角色就是立花正仁。2015年7月牛佬提出將已故角色重生，立花正仁經讀者投票後，以八成支持兩成反對比率下重生，復出後以追尋東英社雷霆復仇為最终目標，與佐維比武實力在佐維之上，之後與佐維拍檔代表洪興社多次出戰，在屯門打擊「毒蛇幫」地盤時遇上宿敵天收但未分勝負，之後到日本與雷霆激戰，殺不了雷霆被久野一郎所救，到達「暗黑之門」靜島訓練營養傷及協助訓練，可惜卻被營內所有人視為敵人，殺出重圍亦殺了暗黑之門當檯者黑澤村的兒子，立花為了補償接受了黑澤村要殺死陳浩南的指令。一個月後，各大社團聯軍在中環與「洪興社」作最後決戰，立花正仁在最後關頭出現，與陳浩南決戰，當時「暗黑之門」殺手博文在高處，正用手鎗瞄準著陳浩南，陳浩南一刀刺向立花正仁腹部，同時間同時立花正仁同時擲出日本刀殺死同時博文同時。之後重傷跌入維多利亞港，同時陳浩南同時隨後派人在水中搜索，人或屍體沒有被發現。 |
| 井上和也 | 為日本「山口組」麾下組織「暗黑之門」最新一屆排名公佈第四位的殺手，身形高瘦、相貌陰沉。在佐維和立花正仁刺殺趙繼邦行動中，以口術激怒立花正仁，後亡於其刀下。 |
| 福山田   | 為日本「山口組」麾下組織「暗黑之門」最新一屆排名公佈第五位的殺手，身形高大強壯，右眼帶疤。在佐維和立花正仁刺殺趙繼邦行動中對戰佐維，後亡於其刀下。 |
| Tommy    | 為日本「山口組」麾下組織「暗黑之門」最新一屆排名公佈第六位的殺手，身形瘦小。在佐維和立花正仁刺殺趙繼邦行動中對戰佐維，後亡於其刀下。 |
| 大清岩   | 黑澤村的助手，借助黑澤村的勢力踢走久野的支持者，還安排天川秀、加滕二及紅魔女成為排名頭三位的殺手。陳浩南再度成為「洪興社」龍頭後，「三聯堂」龍頭佐敦與其聯絡，欲想騁請殺手殺死陳浩南。 |
| 亞部助   | 「暗黑之門」靜島訓練營練習生，左額角有三度雷電形狀紋身，立花正仁回到靜島時，亞部助幾次揚言挑戰立花，結果在輪椅對戰時立花因傷棄櫂。在立花正仁的歡送會上與全體師生圍剿立花，攻擊立花背後時，被立花反手用一支鐵柱刺穿額頭而死。 |
| 博文     | 「暗黑之門」靜島訓練營練習生，戴眼鏡頭髮，久野一郎推薦給立花正仁四名有潛質的學員之一，出錢要求立花教授三招絕招，被立花狠狠教訓。在立花正仁的歡送會上與全體師生圍剿立花，被立花飛腳擊中頭部退出戰圈。在各社團與洪興社在中環作最後一戰中，意圖鎗殺立花正仁與陳浩南不果，後被立花飛刀插中喉嚨而死亡。 |
| 清隆     | 「暗黑之門」靜島訓練營練習生，金髮，久野一郎推薦給立花正仁四名有潛質的學員之一。在立花正仁的歡送會上與全體師生圍剿立花，欲想拉出腰刀時，反被立花奪去橫刀拉出了腸臟而死亡。 |
| 重信     | 「暗黑之門」靜島訓練營練習生，肥胖頭髮短小，久野一郎推薦給立花正仁四名有潛質的學員之一。在立花正仁的歡送會上與全體師生圍剿立花，被立花一刀貫肚拉出了腸臟而死亡。 |
| 結衣     | 「暗黑之門」靜島訓練營練習生，女生，久野一郎推薦給立花正仁四名有潛質的學員之一，曾色誘立花正仁。在立花正仁的歡送會上與全體師生圍剿立花，擲出暗器攻擊立花時，反被立花擲出飛刀刺中太陽穴而死亡。 |
| 六兩     | 東英社水靈十傑之一。光頭頭顱有數道疤痕，活躍於日本，乃「山口組」行動組成員，精通極真派空手道。在火石州之戰中與「洪興社」灰狗互鬥，但卻被同門師兄長三誤擊而死。 |
| 鬼塚     | 竹中武手下，号称杀人王，跟随竹中武到台湾与靚坤谈判，与天收决战与擂台并重创对方，但最终被打了药物的天收打死 |

### 大龍鳳（馬來西亞華人社團）
前香港江湖人都逃到了馬來西亞過新生活，然而就有緣組成了此幫派，千人大戰中亞克九尾狐都加入了三聯的陣容。
| 亞克   | 原名「李成克」，北韓人，父親李成澤為國家畫師。少年時因猜疑國家領袖的能力而入獄，幸得父親以讚掦國家領袖的畫作而釋放，其死後於邊境穩成潛逃中國東北，因一副好身手被當地黑幫老大賞識，擔任夜總會的拳手，可惜某天被密告他是「脫北者」而被拘捕至公安廳，但得到「毒蛇帮」丁瑤的賞識，因而成為丁瑤的親信，其後更成為「毒蛇七子」之「黑先生」，「金銀黑白藍黃紅」排名第三，丁瑤利用「毒蛇七子」用以制衡趙繼邦及地中海勢力，使得毒蛇幫控制權仍在丁瑤掌握之中。亞克曾在內地曾與身懷腦瘤的大飛成為鄰居，並與之一齊練拳。亞克曾挫下黑古，及與地中海比試時處於上風，曾任內地省書記小三劉小姐保鑣。在身處香港保護趙縈時，戀上「三聯堂」九尾狐，后被佐敦与九尾狐欺骗，导致与毒蛇帮误会，致使丁瑶派遣白先生宫本一灭口，因早前与佐维的决斗中受伤而输给宫本一，被九尾狐所救，两人最后逃到马来西亚过新生活。後來在馬來西亞建立大龍鳳，用其戰神般的實力，逢打必勝；論武值只遜於大梵及已故地中海。與到馬來西亞的靚媽合作。之後受三聯邀請參與四大香港社團在內地華門市煙化台千人之戰。近身有MK仔。此後一度在香港企圖建立自己勢力不果，只能作為各大陣營之僱傭兵，後來被李建興遊說加入三聯堂。 |
| 九尾狐 | 事跡參見「三聯堂」「九尾狐」一欄。 |
| 靚媽   | 其事蹟參見「洪興社」。 |

### 其它社團
| 大梵     | 一九七四年出生，初出場時為泰國黑幫「KING'S GROUP」的高層成員，戀上有皇室血統的生母。泰國泰拳界八大「金蒙空」之一，拳聖亞披勒是其啟蒙師父。為人最初囂張，帶領泰國各拳手出戰「K-1世界之最」。最終在決賽被佐維挫敗，更令其患上氣管栓塞，最後出走台灣，投靠「天道盟」特攻隊頭目檳榔陳旗下，化名「小金」，於杏花樓一役中，救出被「毒蛇幫」幫眾圍攻的陳浩南等人。其後在四川治療好氣管栓塞後，在陳浩南、韓賓及佐維的幫助下，在彩眉手中取下「KING's GROUP」的統治權。為韓賓在郵輪上與地中海激戰，最後因地中海不想死戰棄權作賽而結束。為了報償這個遺憾，於是在春節期間為韓賓殺死了山雞。之後因「洪興」幾次取消與「King's Group」交易，轉與「和興和」作交易，另外大梵間中亦參與老撾地下拳賽的賭博事宜，帮助陈浩南重创黑古。曾出面训练陈浩南参与地下拳賽，帮其参选深水埗话事人造势，之後代表「洪興社」出戰，在「三聯社」「巨星之戰」打敗其師父拳聖亞披勒，在「洪興社」進攻「毒蛇幫」方盛滿在香港地盤被李成克打敗。牛佬在2009年奉大梵為《古惑仔》漫畫中戰鬥力最強的角色。近身有蒙巴和叻旺。太子之子甘尚武為其入室弟子。陳浩南在中環與各大社團作最後決戰，大梵以「洪興社」援軍姿態出現。 |
| 天收     | 台灣「竹聯幫」高層，真名叫「陳豐收」，綽號「寶島巨人」，曾與傷殘的妹妹亂倫，早年跟隨孫庸，亦曾擔任洪興社靚坤的私人保鑣。天收一生在打鬥中成長，在打鬥中跑出頭來，名符其實是一部殺人機器，在漫画早期战力可以说是无敌。在與日本「山口組」鬼塚一戰中，被鬼塚打盲左眼，但最後天收仍能將其打死，其後更與毒蛇幫幫主夫人丁瑤成為結義兄妹。與山雞在「至尊拳皇」拳賽中操控地下賠率謀取暴利。曾為患末期癌症的愛人龐紅，在地下拳賽「大龍鳳2」預賽詐敗，搏取酬勞，可是夕陽垂暮加上曾患腦癌，之後於「江湖巨人爭霸戰」中与太子打得难分难解，但由于与韩宾一战前被韩宾手下公子俊使计，导致战斗力下降，最后惨败给蒋天养和陈浩南，連八強也未能進身入內，证明天收已回塘。代表台灣參加「K-1世界之最」也是表現普通，天收年事已高。霸氣及實力已大不如前，之後被江湖人士恥笑心有不甘，走到森林進行特訓，戰力大增，後受丁瑤游說重出江湖，被毒蛇幫新任副幫主方盛滿招攬，代表毒蛇幫對抗「洪興社」來犯，被立花正仁打敗。 |
| 牛姑     | 「福義興」藍田話事人，胸前刻有雙飛燕紋身，細細粒的大佬，與冧巴德、「水房」潘仔、和「合圖」立花正仁，皆是早期的陳浩南好友，拜門大佬為飛鴻曾因協助原青男與陳浩南衝突，後來多次為陳浩南仗義幫手，後因事被耀揚從天台拋下重傷，傷癒後便消失於江湖。牛佬指出，牛姑真有其人，和其有一定交情，但後來少了來往，加上真人不想角色出現，於是漫畫再沒有牛姑的蹤影。另外牛姑亦曾出現在牛佬另一本作品《江湖大佬》中。於1827期重現在漫畫中，但已換上一頭灰髮，因急於求財向佐敦自薦參與「千人對決」一役。將毒蛇幫黃先生殺死。在李建興遊說下加入「三聯堂」，此後經歷見三聯堂牛姑一欄。 |
| 札比     | 陳浩南老撾成立的「猛傣」成員。後協助陳浩南火拼在香港推行「一帶一路」計劃的「毒蛇幫」副幫主方盛滿並斬殺「毒蛇幫」如風。 |
| 媚媚     | 因左腿紋上一條青龍，所以綽號「攀腳龍」，曲長髮帶墨鏡，「福義興」女紅棍。初出場與牛姑代表「福義興」參加「長洲花炮會」，與原青男搶花炮。近期重出江湖，又與牛姑參與「千人對決」一役及加入「三聯堂」。 |
| 高佬佳   | 「條四」龍頭。信佛，总是作为社团间调停人出场。 |
| 文龍     | 「條四」龍頭高佬佳愛將，該社團知名紅棍，雖然縱橫江湖多年，可惜其武力只可對付一般嘍囉，與高手對戰多數處於下風。曾參加「長州花炮會」與原青男、立花正仁和陳浩南等爭奪花炮，亦曾經聯同其他社團人士對付靚坤及「洪興分部」。在「江湖巨人排名戰」第一階段已被淘汰。 |
| 檳榔陳   | 合灣「天道盟」特攻隊頭目，大梵化名小金曾經投在旗下，洪興社陳浩南及大飛到來台灣時曾提供協助。 |
| 科邦     | 「哥倫比亞科邦集團」龍頭，曾經資助「洪興分部」，并一度提供蔣天養和車寶山猛將數名。對車寶山女友Maggie有性趣，但是未能如願。 |
| 曹斌     | 曹四的兒子，「江湖巨人排名戰」出現時七歲，曾與當時六歲的游子健打架。成年之後曾經來到香港，各個社團都想巴結曹斌，曹斌將油麻地廟街不法勾當的經營權平均分給了「洪興社」大宇、「東英社」阿芝 及「和興和」爽哥。2019年香港因事民怨沸騰社會動盪，台灣亦臨近總統選舉，曾要求「東英社」小東派員以亂打亂打擊香港示威者，以利台灣選情。 |
| 曹四     | 中國軍政強人，曾任「共產黨」「八大元老」的幕僚，擁有「將軍」名銜，可惜後浪推前浪，曹四在政界失勢，於是立志在1997年香港回歸祖國之時，一統香港黑社會勢力，回復聲望。先後借助「洪興」o靚坤、「東英」駱駝及「洪興分部」蔣天養之力量進行，可惜至今仍未達至統一，亦曾經先後介紹亞郎及哈里作為o靚坤的左右手。在「K-1世界之最」曹四亦派出中國隊對抗世界列強，可惜未到八強已出局回國。曹四手下有身高八呎二吋保鑣石頭、蘇聯裔智囊明珠及心腹傲神州，契女為知名國際毒梟琦溫絲莉。曹四有一名叫曹斌的兒子。 |
| 狂人     | 真名叫「簡基立」，原職中國解放軍少校，因「六四事件」違背軍令而入獄，後來靚坤東山再起，得到曹四支持，批准靚坤在監獄中挑選死囚成為其助手，狂人自此加入靚坤陣營，與陳浩南一眾為敵，曾重挫當時期戰力最強的天收，之後反被天收殺死。澳門賭王賀新的前秘書兼保鑣青霞之男友。 |
| 青霞     | 原為一參與六四事件的學生，因六四事件與狂人結緣，欽佩其違背軍令的正義感與勇氣而暗戀。後來成為賀新的秘書兼保鑣，於靚坤與賀新接洽時重遇狂人，更因愛倒戈上司而被解雇。其後成為狂人女友，更順勢與男友共同效力靚坤，最後於一次行動中被曾暗戀自己的大飛刺殺。 |
| 琦溫絲莉 | 處事圓滑純熟，懂得分析利害權重。出身於哥倫比亞「路易家族」。與意大利西西里「黑手黨」里安納度、美國紐約莫寧及金三角坤迪上校被譽為「國際四大毒梟家族」，曹四的契女。陳浩南的網友，暱稱「Gloria」，而陳氏則以「Andy」作暱稱。亦因為兩人網上的交情，在名為「大龍鳳2」的拳賽後，為陳浩南拒絕了耀揚的毒品交易，阻止其東山再起之圖，以至耀揚一度敗走逃亡。 |
| 孫庸     | 台灣「竹聯幫」「忠堂」堂主，花仔榮的祖父，天收的主人，為報仇曾殺死丁瑤的兄長丁璽，後與丁瑤冰息前嫌後，幫助山雞和丁瑤發展「毒蛇幫」。後因酗酒過度，引致肝硬化而死，臨死前收山雞為義子，將旗下「竹聯幫」地盤全歸山雞所有，條件是要陳浩南在其墓前，為嫡孫花仔榮的死認錯。 |
| 花仔榮   | 真名叫「孫志榮」，英文名「Ray」，為台灣「竹聯幫」孫庸嫡孫，自幼父母雙亡，留學美國，及後結識越南裔黑幫份子「黑鬼」，回港後聯袂加入「洪樂」，曾追求陳浩南的女友細細粒，搶奪大天二丸仔市場，殺害陳浩南及大飛的拜門老大大佬B之人。曾导致细细粒失忆险误杀陈浩南，最後死於細細粒手上。 |
| 馬場大介 | 早期在拳賽中被太子奪去左眼，之後逃到日本發展，成為「相樸連合」社長，與耀揚合作對付太子和日本「洪興社」分支，先後兩次派員入侵日本中華街，最後被太子打至殘廢。日本相樸界全國排名在首兩位的大島稻妻和隆三杉皆是其部下。 |
| 冈田满智 | 「東英社」耀揚的妻子，雷霆的母親，日本橫濱唐人街黑道「冈田组」头目，出生於黑道家族。如今因其子雷霆从而介入香港黑道，三番四次親身或派人協助出師不利雷霆。 |

### 非社團人士
| 賀新   | 澳門賭皇，擁有多個賭場，財雄勢大，滿肚詭計。命格屬「長勝將軍」，大利於賭博行業，加上亞郎之父在風水佈局上指點迷津，在賭桌上百戰百勝，終成為賭皇。後來為恐防亞郎父親轉投他人而對自己不利，於是派手下殺死亞郎的父親。亞郎為報父仇曾在賭桌上向他挑戰，成為當今世上唯一曾經賭贏賀新的人。賀新的命格影響家庭運，孤獨終老，妻子與女兒一早已離他而逝。遇上細細粒後產生愛慕而與之上契成為父女，賀新討厭陳浩南接近細細粒，曾經與「東英」的烏鴉合作對付陳浩南，後被細細粒識破真相而重回陳浩南身邊。於細細粒死後對陳浩南再無討厭的感覺。賀新的兩名私人保鑣分別是青霞和其兄長Heman。 |
| Heman  | 澳门赌王贺新的私人保镖，曾帮助陈浩南对付靚坤。後代表「條四」参与江湖巨人排名战，被亞郎打死。 |
| 方婷   | 上圍達36E的香港電影脫星，其豐滿上圍及精緻的面孔，令其成為影視紅人，不少男人為之傾慕。經理人是「洪興」的靚坤，靚坤死後被孫庸照顧，後來被山雞利用，成為旗下夜總會台柱，打擊陳浩南和大飛合資經營的「新孔雀夜總會」。 |
| 牛雄   | 游采妮兄長，香港警察「有組織罪案及三合會調查科」警司，情格剛烈，處事守舊固執。未成為警察前曾任職醫生，雖掌握陳浩南大量罪證欲令其入獄，但亦曾幫助陳浩南，包括引領陳浩南追尋被擄走的KK，阻止大飛欲為大佬B之死向陳浩南報仇等等，可見其人也重情義，可惜最後慘死在大法槍下。 |
| 趙縈   | 又名趙無雙，趙繼邦的妹妹，山雞和丁瑤生下的龍鳳胎女兒，「長樂社」尖沙咀話事人「洪興社」大飛兒子徐世飛的女友。情格樂天，與哥哥趙繼邦有亂倫關係。曾協助陳浩南逃離台灣。後因徐世飛被丁瑤指使的金尊貴殺害而拿刀砍向母親而被救駕的金尊貴飛刀殺死。 |
| 游采妮 | 牛雄幼妹，曾任職社工及地產經紀，戀上陳浩南，後與之發生關係生下兒子游子健，後得知陳浩南只愛細細粒，改與傾慕者「東英」亞郎生活，牛雄被陳浩南心腹大法殺死後，離開香港到台灣生活，並在游子健長大成人後，自己與一名已結了婚的律師相戀。 |
| 亞披勒 | 泰國拳聖，大梵師傅，武力超群無雙，在「千人對決」里加入「東英毒蛇」一方，保護丁瑤安全。现实生活中确有其人，样貌也和漫画里不同，只不过2013年过世。巨星之戰中受三聯邀請出戰自己弟子大梵，最終戰敗，有一弟子沙隆，為泰國拳王。 |
| 沙隆   | 泰國拳王，亞披勒弟子，武力高強，巨星之戰中和師傅亞披勒一同受三聯邀請，出戰甘尚武，打得甘尚武血流披面，但被激起鬥志的甘尚武以插眼方式弄傷眼睛，自願跳到海中認輸。 |
| 古柏   | 泰國「八大金蒙空」之一，平頭白髮，身形龐大，右眼盲了及留有一條長疤痕，「洪興社」陳浩南向現任龍頭韓賓迫宮時，受聘於韓賓代表與陳浩南較量，挫其銳氣。 |
| 賓納   | 法國拳皇，太子好友，武力非常不俗，在「K1對決」里認識太子，并勸他回到洪興。现实生活里确有此人。（页面存档备份，存于） |
| 亞炳   | 陳浩南的恩人，其經福田一戰身受重傷後，被扔在垃圾堆中，幸得被他救起，兩人因而有緣成了好友，並在大陸有生意上的聯絡。 |

## 外部連結
- 和平出版有限公司（页面存档备份，存于）
- teddyboy.com.hk.hk 古惑仔漫畫官網人物介紹（页面存档备份，存于）
- 古惑仔角色列表的Facebook專頁
- YouTube上的古惑仔角色列表頻道
- 經典漫畫~~古惑仔 OT鄭伊健 風火海 知己自己
- 古惑仔回憶錄2 男人的浪漫（页面存档备份，存于）
- 古惑仔回憶錄4 黑道巨星 OT暫停的故事（页面存档备份，存于）
- 【古惑仔·数江湖人物】①立花正仁——仁者无敌，也曾无奈 1 立花正仁（页面存档备份，存于）
- 【古惑仔·数江湖人物】②车宝山——山外有山，人无完人 1 车宝山 （页面存档备份，存于）
- 【古惑仔·数江湖人物】③大东——猛虎无名，仁德盖世 1 大东
- 【古惑仔·数江湖人物】④大梵、佐维——英雄相惜，双天至尊
- 【古惑仔·数江湖人物】⑥地中海——沧海一笑，动地惊天 1 地中海
- 【古惑仔·数江湖人物】⑧耀扬——杀人君子，只手遮天 1 耀扬
- 【古惑仔·数江湖人物】⑩神仙可——二路元帅，禁忌之恋 1 神仙可
- 【古惑仔·数江湖人物】13阿夜——迷梦缱绻，错爱深陷 1 阿夜
- 【古惑仔·数江湖人物】15九妹——但愿现在比烟花灿烂 1 九妹
- 【古惑仔·数江湖人物】18包皮——这封面是谁？感觉我看了假古惑仔 1 包志良
- 【古惑仔·数江湖人物】19丁瑶——山鸡真正挚爱一生的女人，拥有着漫画的巅峰智谋 1 丁瑶
- 【古惑仔·数江湖人物】20山鸡——为何会一步步走上同浩南对立的极端？ 1 山鸡 （页面存档备份，存于）
- 【古惑仔·数江湖人物】21橫眉——奪去山雞左眼的人，他的內心卻是……
- 【古惑仔·數江湖人物】22蔣天養——全漫第壹霸氣角色，和蔣天生兄弟爭鬥二十余年

## 註腳
1. 1 2 3 4 5  黑社會職位，由大至小:	
  1. 龍頭/四八九/坐館/幫主/代目組長/廿一底 = 全個社團組織的最高領導人，猶如國家的元首或公司的主席
  2. 大路元帥 = 主要領導人，猶如國家的總理或公司的行政總裁
  3. 二路元帥/副幫主/四三八/十五底 = 副領導人
  4. 士二區(洪興社)/八大山堂堂主(毒蛇幫)/東英五虎(東英社)/四大護法(洪興分部) = 區域領導人，「洪興社」韓賓擔任龍頭時將話事人升格為坐館，但地位是在龍頭以下並非同級
  5. 雙花紅棍 = 各社團公認最強的紅棍
  6. 大底 = 黑社會職員，可以指紅棍、白紙扇或草鞋，「洪興社」陳浩南擔任第一次龍頭時將紅棍、白紙扇及草鞋歸納為一，大底可以身兼三職。	
    - 紅棍/十二底/四二六 = 行動/武力執法人員
    - 白紙扇/管數/十底/智囊/四一五 = 行政/財務人員
    - 草鞋/四三二/九底 = 內外事務聯絡人員

  7. 普通成員/會員/四九仔/老四九/四九 = 基本會員/助理/馬仔/小弟
  8. 藍燈籠 = 有意入會而未經儀式之會員，社團的最底層位置
2. 1 2 3 4  「蒙空」是因拳手戰績彪炳而被泰國拳壇賜予的頭銜，分為十級，最初級為白色，接上是黄色、黃白色、
綠色、綠白色、藍色、藍白色、啡棕色、棕白色及最高級的紅色，而「金蒙空」則是指出賽泰拳賽事超過五百場，勝出率超過七成，而且對泰國拳壇有莫大貢獻的「蒙空」。在真正的泰國拳壇當中，「蒙空」是一種拳手打比賽的時候頭上綁的頭環，有戰士寓意的吉祥物，「金蒙空」則是由作者牛佬自創，現今泰國拳壇只有八人能得此榮耀，得此榮耀者，相信是全世界最好打的人了，八人分别是大梵、孔塞、龔亞、奮特、沙曼、察拉、拜逸林和古柏。
3. ↑  姓氏「車」在書中作「奢」（ce1）音
4. ↑  「千人對決」中，「東英社」與「毒蛇幫」結盟，「洪興社」則與「三聯社」結盟。
5. ↑  在《古惑仔》外傳《立花正仁》中有提及，立花以一同時敵十大紅棍，分別是「洪興」大飛、「洪義社」鬼仔神、「洪樂社」小奄、「東英」耀揚、「長樂社」亞龍、「三聯」蜘蛛、「中興社」霍武、「福義社」攀腳龍媚媚、「和合圖」巴閉及易忠，其中易忠暗助立花令蜘蛛及自己被趕離場，大飛、亞龍、霍武、媚媚中途自動棄權，耀揚因押了立花勝出的賭注拖延鬼仔神的進攻，小奄有痛腳在立花手上。